# Albanie
Cet article concerne le pays situé dans les Balkans. Pour le royaume caucasien antique (sans rapport avec lui), voir Albanie du Caucase.
République d’Albanie
(sq) Republika e Shqipërisë
L'Albanie, en forme longue la république d'Albanie (en albanais : Shqipëria et Republika e Shqipërisë /ɾɛpuˈblika ɛ ʃcipəˈɾiːsə/, en traduction littérale le « pays des aigles »), est une république située en Europe du Sud, dans la partie occidentale de la péninsule des Balkans. Elle possède une façade maritime à l'ouest, donnant sur la mer Adriatique et la mer Ionienne ; l'Italie est distante de quatre-vingts kilomètres via le canal d'Otrante. L'Albanie possède également des frontières communes avec le Monténégro au nord et au nord-ouest, avec le Kosovo au nord et au nord-est, avec la Macédoine du Nord à l'est et au nord-est, et avec la Grèce au sud-est.
Constitutionnellement, le pays a un régime politique de type démocratie parlementaire. Sa capitale, Tirana, est aussi sa plus grande ville (558 000 habitants en 2018). En 2009, l'Albanie adhère à l'OTAN et pose officiellement sa candidature à l'Union européenne, candidature reconnue par le Conseil européen le 27 juin 2014.
Sa langue officielle est l'albanais. De nombreux albanophones vivent aussi dans le Kosovo voisin (où ils sont majoritaires), dans l’Ouest de la Macédoine du Nord, au Monténégro (Ulcinj), dans le Sud de la Serbie centrale (vallée de Preševo, Medveđa), en Grèce (Chameria) et en Italie du Sud (Arberèches). La langue albanaise compte sept millions de locuteurs alors que le pays n'a que trois millions d'habitants ; d'autres communautés issues d'une émigration récente existent en Europe occidentale et aux États-Unis.
C'est au cours du Néolithique que l'on relève les premiers signes de peuplement sédentaire de l'Albanie. Dans l'Antiquité, le pays était peuplé d'Illyriens, hellénisés sur la côte et dans le Sud au VIIe siècle av. J.-C. Au IIIe siècle av. J.-C., l'actuelle Albanie fait partie de la Macédoine, puis, au IIe siècle av. J.-C., de l'Empire romain, devenu byzantin en se christianisant. Au Moyen Âge, l'actuelle Albanie est la principale composante du despotat d'Épire avant de s'émanciper au XVe siècle sous la bannière de Skanderbeg. Devenue pour quatre siècles une province ottomane, mais subissant l'influence vénitienne sur la côte, l'Albanie se partage alors entre le christianisme (catholique sur la côte, orthodoxe dans le Sud) et l'islam (hanafite qui devient majoritaire, ou bektachi). Sous l'égide de l'Autriche-Hongrie et de son envoyé l'albanologue Franz Nopcsa, le pays proclame son indépendance en 1912. Ses frontières actuelles ont été fixées en 1919, à la suite du traité de Versailles.

## Histoire

### Préhistoire, protohistoire et Antiquité

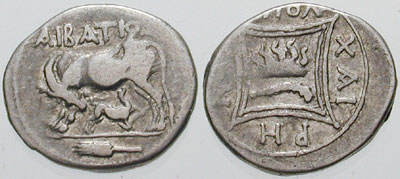
Monnaies illyriennes,

Les « Illyriens proprement dits » de Pline l'Ancien.

Les nombreux sites archéologiques témoignent d'une population sédentaire en Albanie depuis le néolithique. Les origines des Albanais sont clairement indo-européennes mais les détails de leur ethnogenèse sont discutés : la thèse officielle de l'historiographie albanaise en fait des autochtones plus ou moins exclusivement issus des peuples que l'historien grec Hérodote appelait au milieu du Ve siècle av. J.-C. « Pélasges »,, et plus précisément des Illyriens, mais d'autres thèses, se basant sur les éléments linguistiques, y adjoignent aussi des influences thraco-daces, avec des apports carpiens, romans, slaves et turcs. Beaucoup de chercheurs albanais affirment que le peuple albanais descend directement d'une tribu illyrienne : les « Albani » ou « Albanët », vivant déjà dans l'Albanie d'aujourd'hui et issus des Pélasges, qui auraient vécu là depuis des milliers d'années avant Jésus Christ.
Quoi qu'il en soit, dans l'Antiquité, le territoire de l'Albanie actuelle était habité par des peuples indo-européens en majorité illyriens, mais pour partie hellénisés : Ardiéens, Bryges, Chaoniens, Enchéléiens, Parthénies et Taulantiens,,,,,. Vers le VIIe siècle av. J.-C. sont fondées d'importantes colonies grecques sur la côte, comme Orikos, Aulon (aujourd'hui Vlorë), Apollonie, Epidamnos (aujourd'hui Durrës), et Lissos (aujourd'hui Lezhë).
Les royaumes illyriens sont unifiés en 385 av. J.-C. par Bardylis Ier, roi des Enchéléiens. L'État qui résulte de cette unification atteint l'apogée de sa puissance sous les règnes du roi Agron puis de sa femme, la régente Teuta. La capitale de ce royaume était la ville de Scutari (située au nord de l'Albanie actuelle) au milieu du IIIe siècle av. J.-C. Il s'étendait de la côte dalmate jusqu'à l'Albanie centrale en passant par les territoires actuels de l'Herzégovine, du Monténégro, de la Serbie méridionale et du Kosovo. Pline l'Ancien emploie l'expression « Illyrii proprie dicti » (Illyriens proprement dits) pour désigner les populations qui y vivaient. Ce royaume arma des navires corsaires, mettant ainsi en danger le commerce de la République romaine qui réagit : en 168 av. J.-C., Rome conquiert l’Illyrie, qui reste sous son autorité pendant plus de cinq siècles, devenant un carrefour routier et maritime reliant Rome et Constantinople par la via Egnatia. Pendant cette période, les ports de Dyrrachium (Durrës), Apollonie ou Oricum se transforment en d’importantes places commerciales.
La division de l'Empire romain en 395 partage l’Illyrie entre l’Empire romain d'Occident (à l’ouest d’une ligne suivant la Drina et allant des sources de celle-ci aux bouches de Kotor) et l’Empire romain d’Orient (à l’est de cette ligne). Les provinces illyriennes sont dévastées par les tribus nomades des Goths au IVe siècle et des Huns au Ve siècle. Au VIIe siècle arrivent les Slaves méridionaux (futurs Croates, Serbes et Bulgares) qui absorbent en partie les populations illyriennes, mentionnées pour la dernière fois sous cette dénomination dans Miracula Sancti Dimitrii au VIIe siècle.

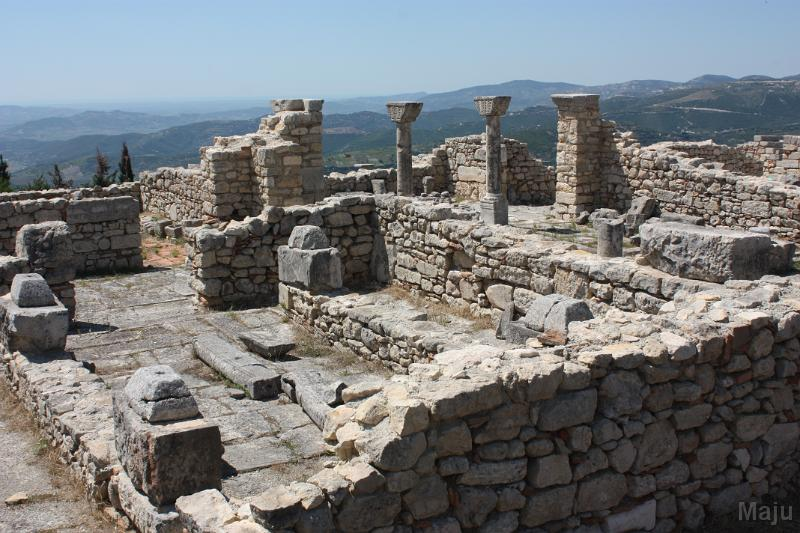
Byllis.
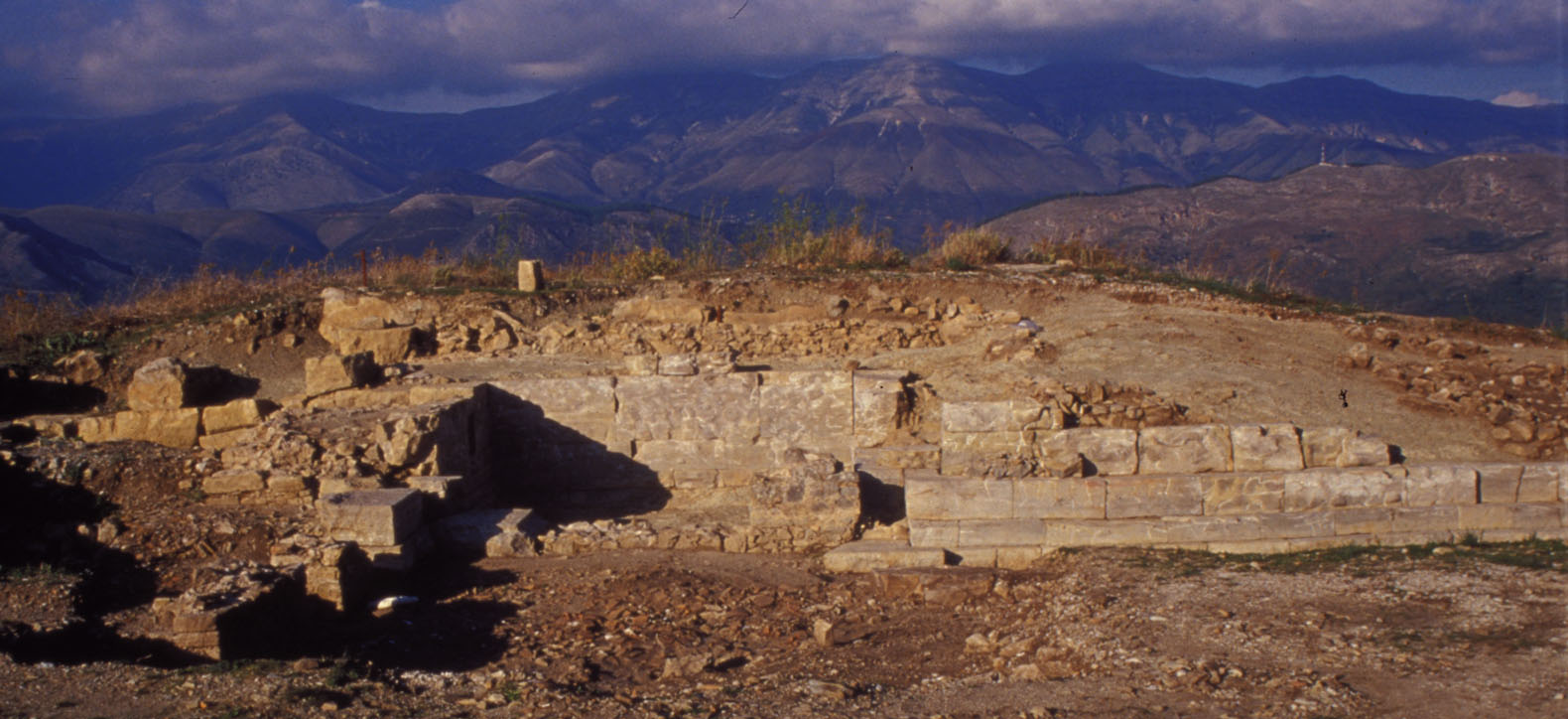
Phœnicè.
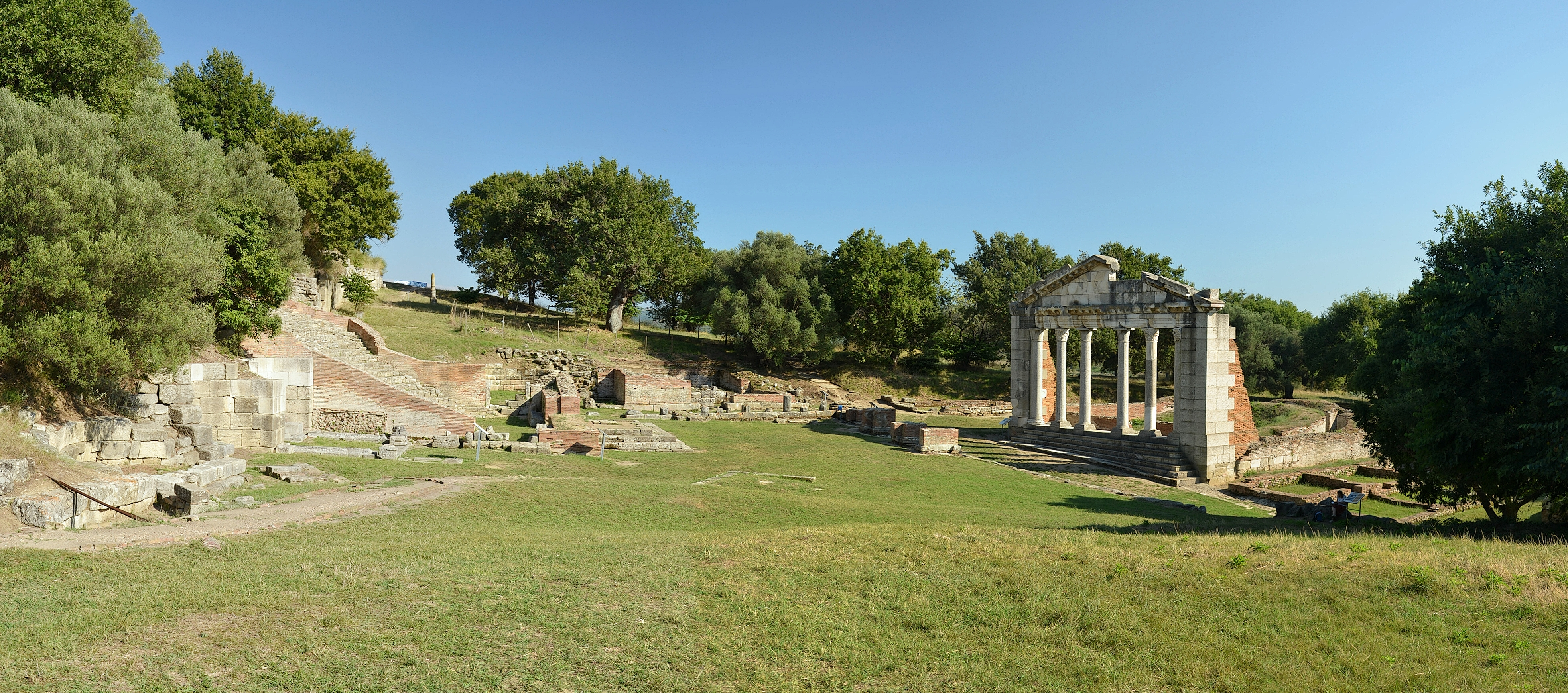
Apollonie.
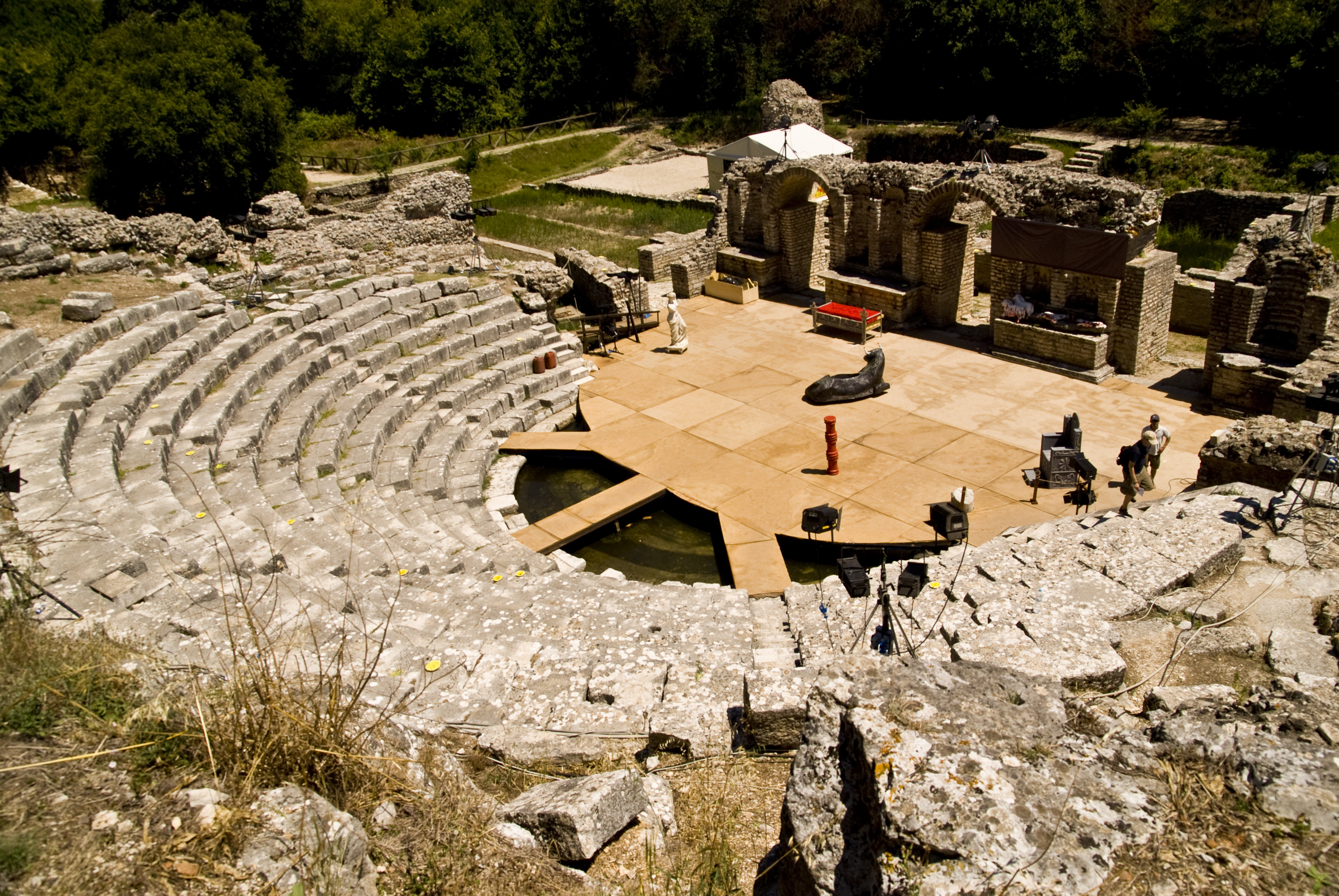
Butrint.

### Moyen Âge

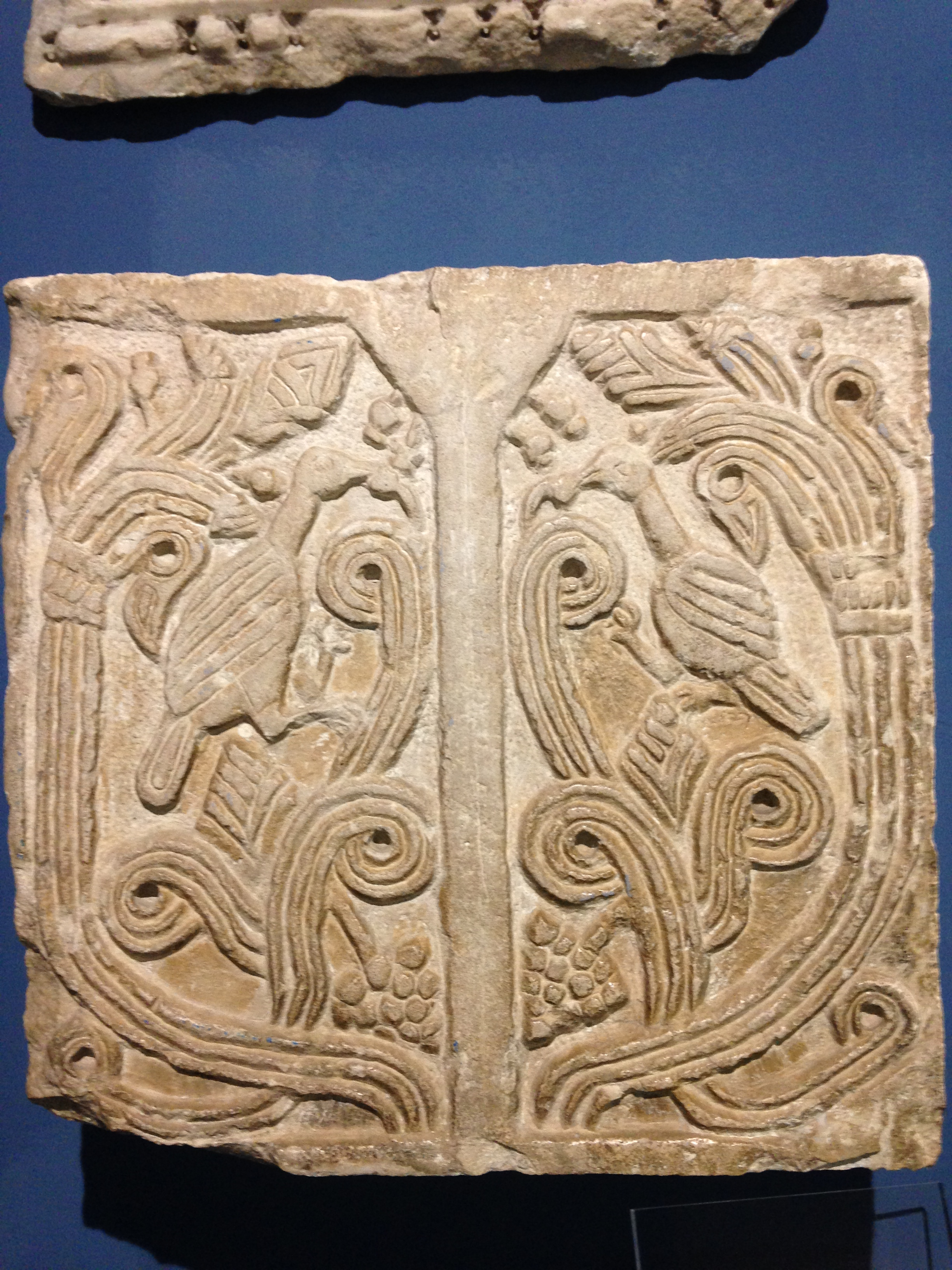
Bas-byzantin médiéval exposé au Musée national à Tirana.

Les Albanais modernes sont mentionnés pour la première fois au XIe siècle par l'historien byzantin Michaelis Attaleiates dans son Histoire qui cite des Albanoï ayant participé à un soulèvement contre Constantinople en 1043, et des Arbanitai qui étaient des habitants du duché de Dyrrachion (Durrës), la nouvelle Épire. Vers 1081, un autre historien, Ioannis Scylitzes, évoque des Arvanites (dénomination grecque des Albanais orthodoxes) qui constituent une partie des troupes réunies par le duc de Durrës, Nicéphorus Basilacius, en rébellion contre Constantinople. Mention des Albanais est faite aussi au XIe siècle dans la chronique d'Anne Comnène, la fille de l'empereur byzantin Alexis Ier Comnène. Ce dernier est alors confronté à l'invasion normande conduite par Robert Guiscard. Ce dernier sera battu à Shën Koll (Saint-Nicolas), près de Durrës, et selon la chronique il aurait pu vaincre « s'il avait attendu les Arvanites ». Replié ensuite vers Ohrid, il aurait donné le commandement de la place de Durrës au komiskort (seigneur) de l'Arbanon.

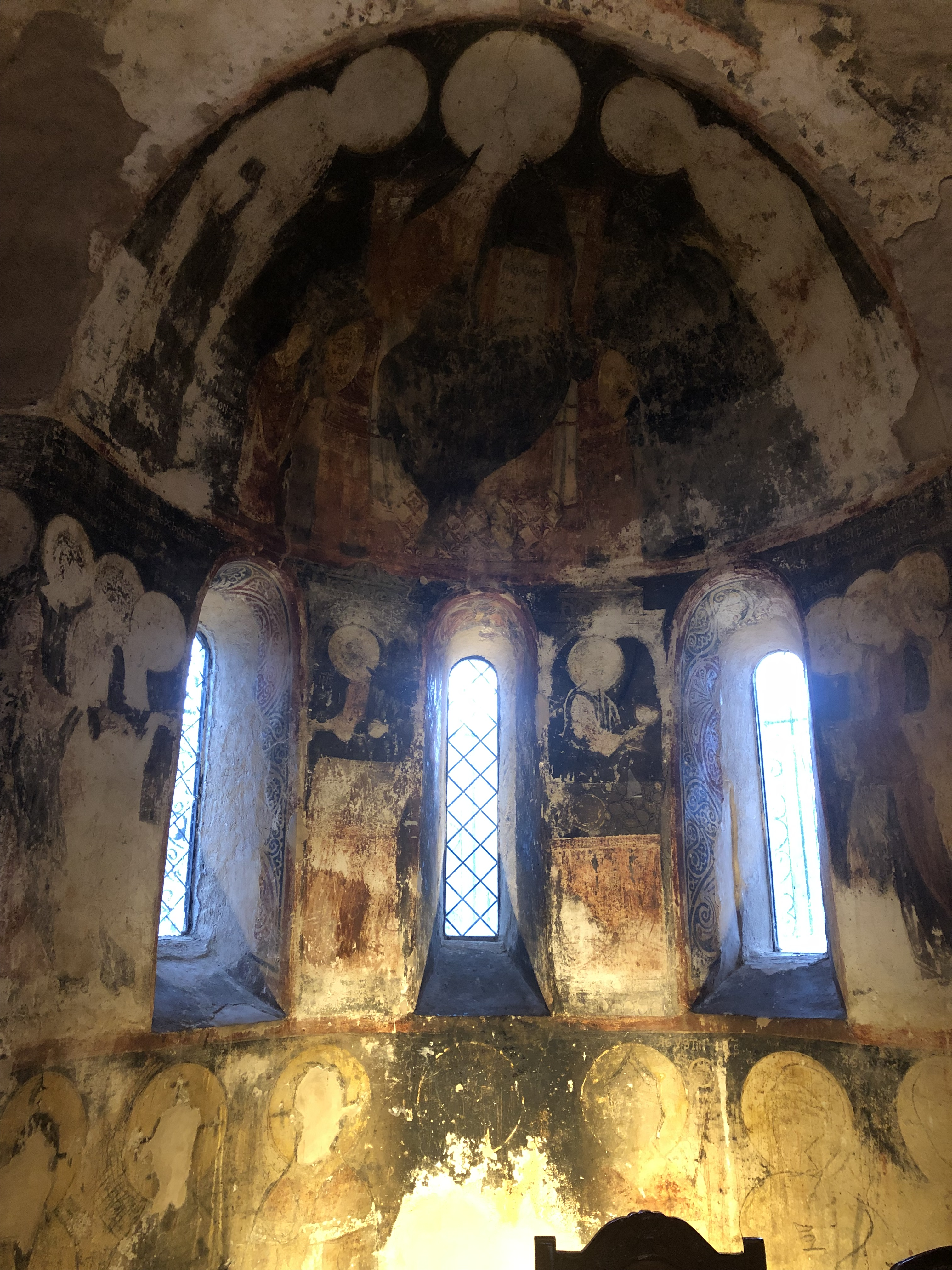
L'abside de l'église du Rédempteur de Rubik comporte des fresques de style roman datant de la période angevine.

De 1272 aux années 1280, la région se trouve sous le contrôle de Charles d'Anjou (frère de Saint Louis, installé d'abord en Sicile), qui se proclame rex Albaniæ. Le territoire de ce royaume a la forme d'un rectangle dont les sommets sont aujourd'hui à Bar (anciennement Tivar), Prizren (Dardanie), Ohrid et Vlora (Sud de l'Albanie actuelle). Cela ne correspond qu'à une partie seulement du territoire sur lequel vivaient les tribus identifiées comme illyriennes dans l'Antiquité.
Les Normands, qui gouvernaient le Sud de l'Italie, conquirent Durrës en 1081. Les Byzantins reconquirent l'Albanie en 1083. Des Normands y retournèrent en 1107 et encore en 1185 mais furent rapidement expulsés. En 1190, le prince albanais Progon (en) réussit à instaurer un État indépendant qui se maintient jusqu’au milieu du XIIIe siècle. Le Second Empire bulgare, qui atteint son apogée sous le règne d'Ivan Assen II (1218-1241), chutera à la mort de celui-ci. Un siècle plus tard, un empire serbe atteint son apogée au milieu du XIVe siècle, sous le règne d'Étienne IV Douchan (1331 à 1355), période pendant laquelle une partie du Nord de l'Albanie (jusqu'à Durrës où commençaient les territoires appartenant à la république de Venise) est sous sa domination (treize ans).

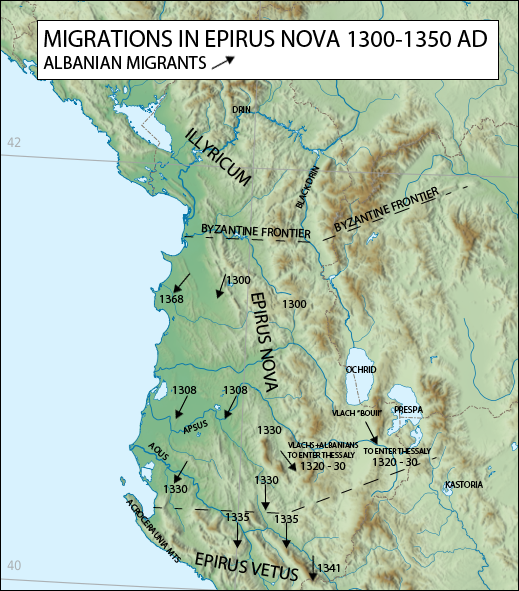
Les migrations des Albanais, 1300-1350.

L'historiographie fait apparaître l'existence de plusieurs principautés albanaises avec l'effondrement de l'empire de Dušan et les premières incursions ottomanes dans l'Ouest des Balkans autour de 1385. De puissants seigneurs albanais dirigeaient la plupart des régions albanophones des Balkans, de Kosovo à Arta.
Ces principautés étaient le despotat de Gjergj Balsha de Shkodër, puissante famille catholique albanaise qui avait réussi, à travers des alliances matrimoniales avec les Serbes (Balsha Ier, II et III), à régner sur l'empire de Zeta (actuels Albanie du Nord, Kosovo et Monténégro), le despotat des Aranit (en) régnant sur les territoires des Topia (en), de Durrës à Ohrid, le despotat d'Arta qui s'étendait jusqu'au golfe de Corinthe, la principauté des Zenebish (en) (basée à la ville de Gjirokastër), et celle des Muzaka (régnant de Berat à Kastoria en Macédoine).
Les territoires de ces principautés n'étaient pas stables à cause des divisions et regroupements qui se faisaient en relation avec des partages d'héritages, des mariages et l'évolution des rapports de force. Lors de l'attaque ottomane de la bataille de Kosovo Polje (1389), dans laquelle prirent part toutes les forces balkaniques (Albanais, Hongrois, Valaques, Serbes et Bosniaques), la défaite fut avant tout une défaite albanaise[réf. nécessaire]. Si ces forces semblent avoir accepté la direction du prince Lazar Hrebeljanović (Lazare de Serbie), c'est vraisemblablement parce qu'il était plus directement concerné, la confrontation se faisant au sud de la Serbie. Environ un quart de toutes les forces mobilisées de la coalition étaient albanais[réf. nécessaire]. Les plus grands chefs féodaux albanais, tels Gjergj II Balsha (en), seigneur de Shkodër, et Teodor II Muzaka (en), seigneur de Berat, ont participé avec leurs troupes au champ de bataille. La conséquence immédiate de la défaite fut l'extension de la domination ottomane sur les Serbes et les Albanais du Nord.
La prise de Constantinople et le sac de la ville par les croisés en avril 1204 constituent un événement majeur pour le destin de la région. Le schisme de 1054 n'avait pas été vécu comme tel par la grande majorité des chrétiens. Mais le pillage de Constantinople par les chevaliers de l'Europe occidentale fut ressenti dans le monde hellénique comme une agression. La prise de Constantinople par les Ottomans en 1453 entraînera l'Église de Grèce dans une alliance avec l'Empire ottoman qui se consolidera avec le temps contre l'Église catholique. Avec l'occupation ottomane définitivement acquise en 1501, date où la république de Venise signe le traité de cession de l'Albanie vénitienne à la Turquie, les populations albanaises connaîtront une première division religieuse : rite catholique romain au nord, et byzantin au sud. Le rite byzantin du Sud de l'Albanie sera sauvegardé durant des siècles par les Albanais qui immigrèrent en Italie du Sud à la suite de l'occupation turque (les « Arbëresh »).

#### Albanie vénitienne et Georges Castriote

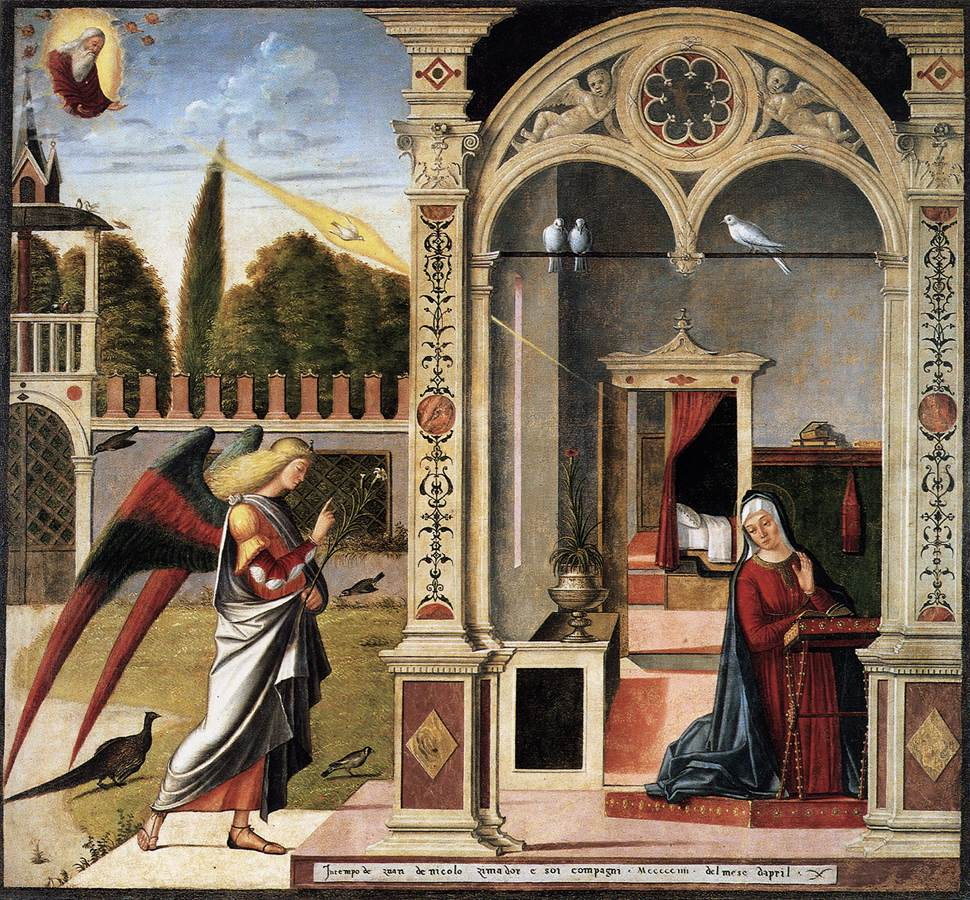
Vittore Carpaccio, Santa Scuola degli Albanesi, Venise.

Au Xe siècle, la république de Venise s'étend à la côte dalmate. En 1202-1204, les croisés l'aidèrent à conquérir plusieurs autres étapes sur la route vers l'Orient (de Zadar – Zara en Croatie jusqu'aux îles Ioniennes dans la Grèce actuelle) bien que ce ne fût pas à l'origine le but de l'expédition. Au XVe siècle (1448), ce que la république de Venise appelle l'Albanie vénitienne comprend les territoires et populations s'étendant de Kotor (Cattaro) (Nord du Monténégro actuel), en passant par Scutari et Durrës (Durazzo), jusqu'à la ville d'Árta (région d'Ioánnina, partie du Nord de la Grèce actuelle depuis 1918).
À cette période commencent également les premières installations massives des Albanais en Italie. En 1450, le roi de Naples, Alphonse V  d'Aragon, voulant soumettre la Calabre, leva des troupes dans lesquelles prirent part les Albanais, et beaucoup de ceux-ci ne retournèrent pas en Albanie alors en proie à des luttes incessantes contre les Turcs. Dans la province de Catanzaro, ils fondèrent les colonies d'Amato, Andali, Casalnovo, Caraffa, Vena, Zanganore, Pallagoria, San Nicolo dell'Alto, Carfizzi, Gizzerie, Marcedusa et Zegaria. En Sicile, ils s'établirent près de Palerme, à Contessa.
Après la chute de Constantinople, les incursions ottomanes dans la péninsule des Balkans se font de plus en plus fréquentes. En dépit d’une résistance rassemblée derrière le prince Georges Castriote (Skanderbeg) (v. 1403-1468, fils du prince d'Épire Jean Castriote) et de l'aide de la république de Venise, l'Albanie devient une province ottomane à la fin du XVe siècle. Pendant près d’un quart de siècle, Skanderbeg — salué par les papes Nicolas V et Pie II du nom de « champion du Christ » — infligea de rudes défaites aux troupes turques, sans pouvoir toutefois éviter la conquête de son pays.
En mourant, Skanderbeg laisse aux Vénitiens la principauté d’Arbérie qu’il avait fondée. Mais ceux-ci, pas plus que les autres puissances catholiques, n'entendaient plus à ce moment s'investir dans une guerre anti-ottomane au profit d'un État orthodoxe, d'autant que leur dernière tentative, celle de 1444, s'était soldée par une cuisante défaite. Fréderic Gibert dira dans l’Étude de l’histoire des pays d'Albanie de 1914 « […] nous pouvons donc avancer qu’il [Skanderbeg] doit être placé au rang des plus grands généraux dont l’Histoire fait mention et que les Turcs furent bien avisés en le nommant « prince Alexandre » en mémoire à Alexandre le Grand ». Voltaire écrivit que « si les empereurs grecs (de Byzance) avaient été de la trempe de Skanderbeg, l’Empire d’Orient aurait pu être sauvé »[réf. nécessaire]. James Wolfe, général anglais, a qualifié Skanderbeg de « plus grand général de l’histoire à la tête d’une petite armée »[réf. nécessaire]. Napoléon Ier, dans ses mémoires qu'il dicta à Sainte-Hélène, considéra aussi Skanderbeg parmi l'un des quatre plus grands généraux de tous les temps[réf. nécessaire].

#### Siège de Scutari par les Ottomans

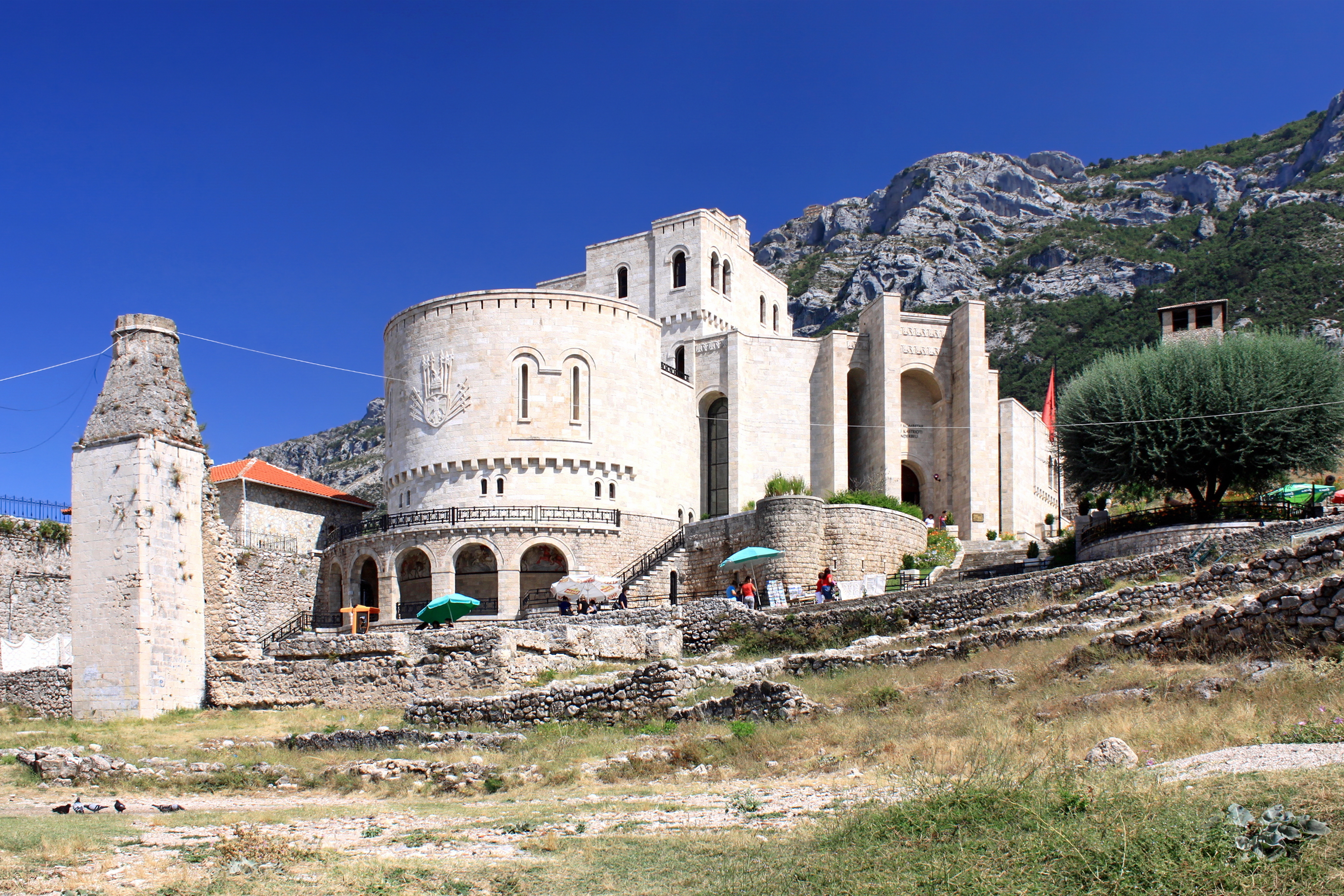
Château de Krujë.

Sous la conduite de Suleiman-Pacha, les Turcs vinrent assiéger Scutari en 1474. Cette ville, la plus importante d'Albanie aux yeux de Venise, fut défendue par le sénateur Antonio Loredan (en). La première résistance dura trois mois. À ce moment, la flotte ottomane, massée à l'embouchure du lac de Buna de Scutari, fut dispersée par l'amiral Triadan Gritti (en), et le siège fut levé grâce à une diversion du roi de Hongrie.
Des scènes de bataille seront peintes par Paul Véronèse montrant sur un rocher le château de Scutari (Rozafa) sur lequel flotte un drapeau vénitien, avec en arrière-plan la cathédrale de Saint-Stéphane de Scutari. Vers la fin de 1477, une puissante armée commandée par le beylerbey d'Anatolie Mustafa Bey et Gaiolla-Pacha (en) vint à nouveau investir la ville. Le bombardement fut terrible. Les furieux assauts que Mehmed II fit livrer, notamment les 22, 27 et 28 juillet 1478, aboutirent à un blocus. La ville de Krujë (Croïa) avait capitulé le 5 juin 1478, au bout de treize mois de résistance. Ses habitants furent décapités au mépris de toute parole donnée. C'est la famine qui les fit succomber, de même qu'elle fit succomber, au bout de quinze mois, les 1 600 défenseurs de Scutari enfin obligés de se rendre aux 40 000 soldats d'Ahmed Pacha, le 25 janvier 1479. Parmi les autres défenseurs de Scutari, les Monténégrins se réfugièrent à Cetinje.

#### Occupation ottomane et fuites massives des Albanais vers l'Italie

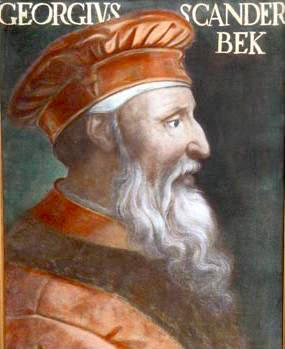
Skanderbeg.

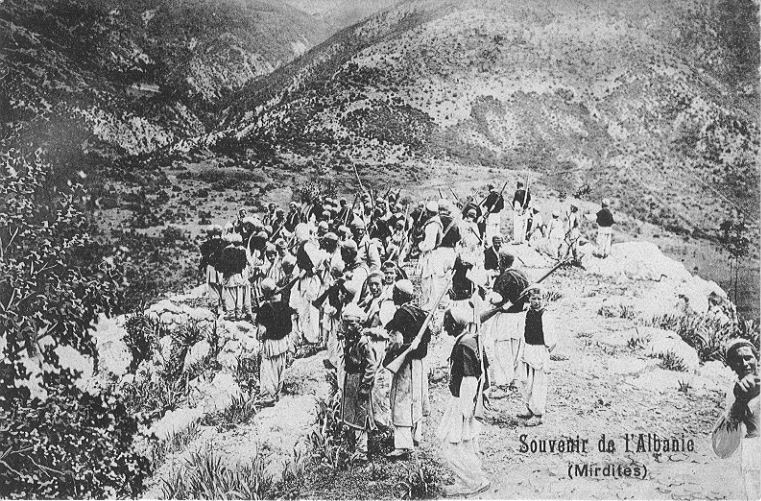
Révolte de Mirdita.

À la fin du XVe siècle, l’Albanie fut occupée par les Ottomans. Les provinces albanaises d'Ioánnina au sud à Preševo au nord, en passant par Skopje et Bitola (Monastir) à l'est, retombèrent dans leurs déchirements féodaux et le sultan Mourad II achèvera d'abattre ces « remparts papistes ».
Après la chute de Scutari, et après des efforts et négociations de longue haleine, la république de Venise réussit à convenir le 25 janvier 1479 d'un accord avec le sultan Mehmet II, selon lequel la dernière forteresse de l'Albanie vénitienne (Scutari) passait entre les mains des Ottomans, et ses habitants pouvaient quitter la ville. Le provéditeur vénitien, Antonio de Lezze, stipula que la garnison se retirerait avec armes et bagages : une partie s'en fut à Venise où le Sénat montra une grande considération pour toutes les familles en provenance de Scutari, Drisht et Durrës, pour leur courage et leur fidélité à Venise. Les Albanais reçurent des terres pour s'installer à Venise et au Frioul, et les religieux catholiques albanais dans des paroisses de Venise, de Padoue et de Gênes. Ceux qui restèrent à Venise se regroupèrent en confréries sous les vocables saint Maurice et saint Gallo. La république de Venise cédera ensuite dans la même année aux Ottomans l'Albanie du Sud (les châteaux de Himarë, de Sopoti (en) (Borshi) et de Kastrovila). Les Turcs prendront également les dernières possessions du seigneur Leonard I (IV) Toko dans l'Albanie du Sud en 1501.
Quelques années après l'installation de l'occupant turc en Albanie, de nombreux chrétiens albanais (du Sud de l'Albanie cette fois) fuirent encore plus massivement l'Albanie vers l’Italie, formant la communauté des Arberèches, qui existe encore aujourd'hui notamment en Sicile et en Italie du Sud, dans les provinces de Foggia, Potenza, Catanzaro, Teramo, Campobasso, Lecce, Palerme, Catane, Agrigento, Cosenza. Contrairement aux émigrés du Nord de l'Albanie, qui étaient du rite catholique romain jusqu'à la ville de Durrës, les émigrés du Sud étaient du rite catholique byzantin (ou gréco-catholique). Cette importante émigration s'installa en Italie et rejoignit ceux qui avaient déjà émigré progressivement entre 1481 et 1492, dès les premières attaques ottomanes. Cette communauté créera les centres de Palazzo Adriano (1481), Santa Cristina, Gela, Mezzojuso (1490), San Angelo di Girgenti, San Michele di Bagoaria. Plus tard, elle fondera (1536) les colonies de Basile, Moschite, S. Costantino albanese, S. Paolo albanese, Brindisi de la Montagne (dans la Basilicate), et de Farneta à Cosenza.
La communauté des Arberèches se renforça en 1680, avec la création de nouvelles fondations : celles de Ururi, Portocannone, Campomarino, et Montecilfone (Campobasso). Charles III de Bourbon fut très favorable aux Albanais ; ainsi, il leur permit de fonder des établissements spéciaux pour l'éducation de leurs enfants (collèges de San Benedetto, Ullano, et de Palerme). De plus, il fut créé des évêchés albanais du rite gréco-catholique. C'est pourquoi de nouvelles masses émigrèrent en Italie, de même que sous l'empire de Ferdinand IV du Saint-Empire. Ces derniers émigrés s'établirent à Brindisi et à Naples, notamment à la suite du régiment royal de Macédoine formé d'Albanais et de Macédoniens. Il existe une littérature italo-albanaise qui comptait au début du XXe siècle des écrivains de valeur comme Don Variboda, Dorsa, Mauro, de Rada, Marchiano. Les meilleurs statistiques sur les Albanais d'Italie ont été faites par Barbarich[réf. souhaitée].
Les Vénitiens ne purent conserver leurs comptoirs d'Albanie et leurs établissements de Morée qu'en payant un tribut annuel à Mehmed II qui, avant de mourir en 1481, donna le commandement de l'Épire (dont la moitié sud de l'Albanie) à un petit-fils, dont le dernier descendant direct fut le marquis de Saint-Ange, tué par les Français le 25 février 1525 à la bataille de Pavie. La paix entre Venise et l'Empire ottoman de 1501 fut à nouveau troublée au moment de la bataille de Lépante (1571). À cette époque, les Albanais firent de nombreuses tentatives désespérées pour secouer le joug ottoman et pour intéresser les chrétiens à leur sort. Ce fut en vain et, en 1592, ayant vu les princes italiens Charles-Emmanuel Ier de Savoie et le duc de Parme Ranuce II Farnèse[Passage contradictoire (Anachronisme : Ranuce II Farnèse est né quarante ans plus tard)] refuser la couronne d'Albanie, ils se résignèrent, à l'exception des montagnards du Nord de l'Albanie et des Chimariotes du Sud, à la domination turque[réf. souhaitée].

### Occupation ottomane

#### Asphyxies de la langue albanaise et de la foi chrétienne

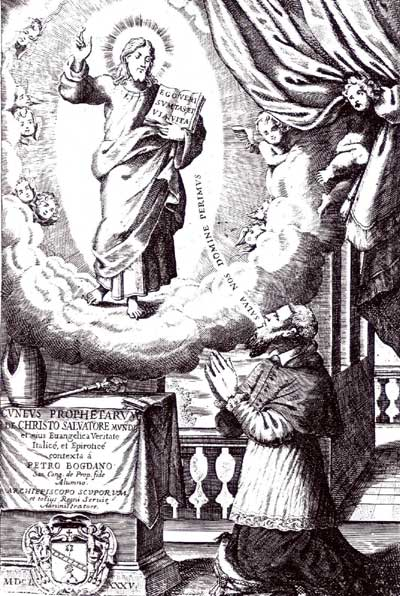
Mgr Pjetër Bogdani.

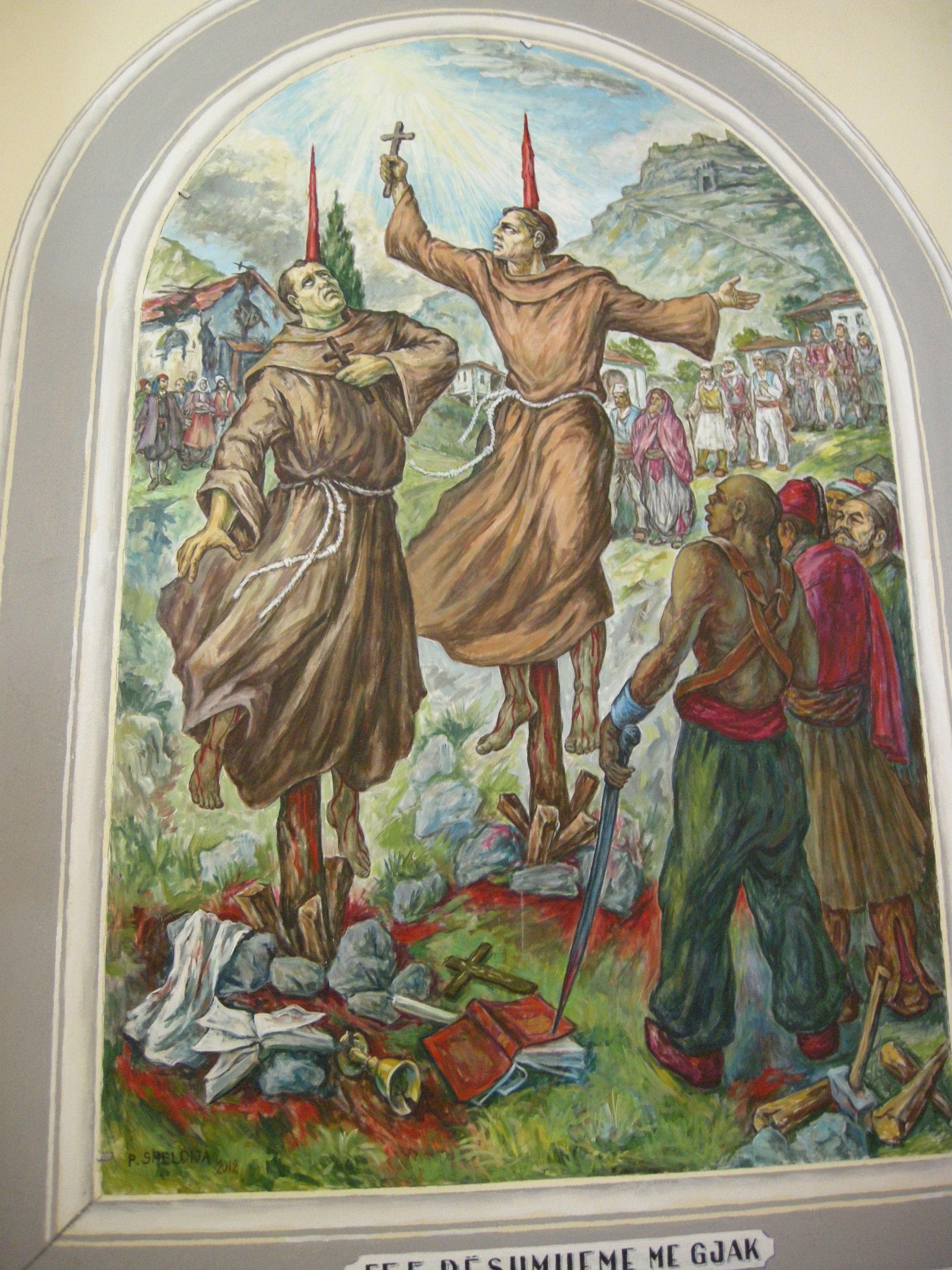
Les persécutions religieuses ottomanes illustrées par une fresque de l'église Saint-François de Shkodër.

L'histoire albanaise marquée par l'occupation s'est révélée particulièrement douloureuse sur le plan de la langue albanaise, au point de manquer de la faire disparaître. L'interdiction totale d'écoles en langue albanaise durant quasiment cinq siècles d'occupation ottomane eut pour conséquence un taux d'illettrisme extrêmement élevé, évalué à environ 90 % au début du XXe siècle[réf. nécessaire]. Pour les Albanais qui pouvaient recevoir un enseignement, il leur était imposé d'aller à Constantinople pour apprendre le turc. Si quelques-uns pouvaient avoir accès à un enseignement en Albanie du Sud (Épire du Nord), cet enseignement n'était alors qu'en langue grecque. Ce phénomène était dû à la forte influence de l'Église de Grèce au sud de l'Albanie depuis le schisme avec l'Église catholique et la permission accordée à l'Église de Grèce par l'Empire ottoman de maintenir les écoles et la liturgie en langue grecque (comme ce fut le cas pour les Serbes en slavon). Avec le schisme entre Rome et Constantinople, l'Albanie fut depuis les XIIIe et XIVe siècles (et définitivement à compter de la fin du XVe siècle avec l'occupation ottomane) tributaire d'une guerre de l'Église orthodoxe grecque (au sud) contre l'Église catholique présente dans le Nord de l'Albanie jusqu'à Durrës. La liturgie étant en langue étrangère, ce schisme s'est révélé totalement néfaste à la fois pour la survie et l'unification de la langue albanaise, et pour la sauvegarde de la foi. À quelques exceptions près, la liturgie chrétienne était quasi exclusivement en langue étrangère (en grec pour le rite orthodoxe dans le Sud, et en slavon pour les zones en contact avec les Serbo-Monténégrins au nord), et comme telle, incompréhensible.
Cependant, le clergé catholique albanais perçut rapidement les conséquences extrêmement préjudiciables de l'interdiction d'écriture et d'enseignement en langue albanaise, tant vis-à-vis de la foi chrétienne que de la lutte contre l'occupant turc, lutte qui passait par la conscience d'appartenance ethnique et religieuse catholique des Albanais. Quelques clercs catholiques albanais réagirent dès les XVIe et XVIIe siècles et se consacrèrent à l'écriture, l'édition et la diffusion d'un maximum de livres (liturgiques à l'époque) en langue albanaise :
- en 1555, Mgr Gjon Buzuku écrivit Meshari (Le Missel), texte de liturgie catholique en albanais (guègue) ;
- il est suivi par Luca Matranga, prêtre arbëresh, qui écrira en albanais (tosque) E mbsuame e krështerë (Doctrine chrétienne) en 1592 ;
- Mgr Pjetër Budi (en) [Pietro Boudi], évêque de Sapa et Sarda, obtiendra l'édition à Rome de plusieurs ouvrages liturgiques bilingues albanais-italien. Il demandera également en 1621 au cardinal Ulisse Giuseppe Gozzadini de l'aide pour engager une lutte armée contre les Ottomans, et la nécessité d'un clergé exclusivement albanais. Du fait de ses demandes incessantes adressées à Rome pour la formation d'une liturgie et du clergé en langue albanaise, Mgr Pjetër Budi sera noyé en décembre 1622, en traversant le fleuve Drin au nord de l'Albanie, par ses ennemis. Il sera l'un des premiers martyrs de la langue albanaise ;
- Mgr Frang Bardhi [Franciscus Blancus en latin, Francesco Bianchi en italien], évêque de Sapa et Sarda, fut l'auteur du premier dictionnaire latin-albanais Dictionarium Latino-Epiroticum 1635, comportant des noms de lieux, des proverbes et différentes expressions issues de différentes régions d'Albanie. Il rédigea des études pour la Congrégation pour la doctrine de la foi à Rome, notamment sur l'organisation et la position de l'Église catholique dans l'Albanie occupée par l'Empire ottoman ;
- les efforts de l'enseignement de l'albanais seront poursuivis par Mgr Andrea Bogdani (en) [Ndre Bogdani], archevêque de Skopje, ville centrale du Kosovo jusqu'en 1918, auteur d'une grammaire latino-albanaise ;
- l'œuvre de Mgr Andrea Bogdani sera suivie par son neveu, Mgr Pjetër Bogdani, archevêque de Skopje, d'Antivari (Bar dans l'actuel Monténégro), de Scutari, et administrateur de la Serbie — qui publiera en langue albanaise (bilingue italien) le traité théologique Cuneus Prophetarum (La cohorte des prophètes, 1685). Farouche résistant contre l'Empire ottoman, il mobilisera environ 6 000 soldats albanais au Kosovo afin de soutenir la campagne autrichienne du XVIIe siècle arrivée à Pristina, qu'il accompagnera jusqu'à Prizren dans la lutte contre les Ottomans.

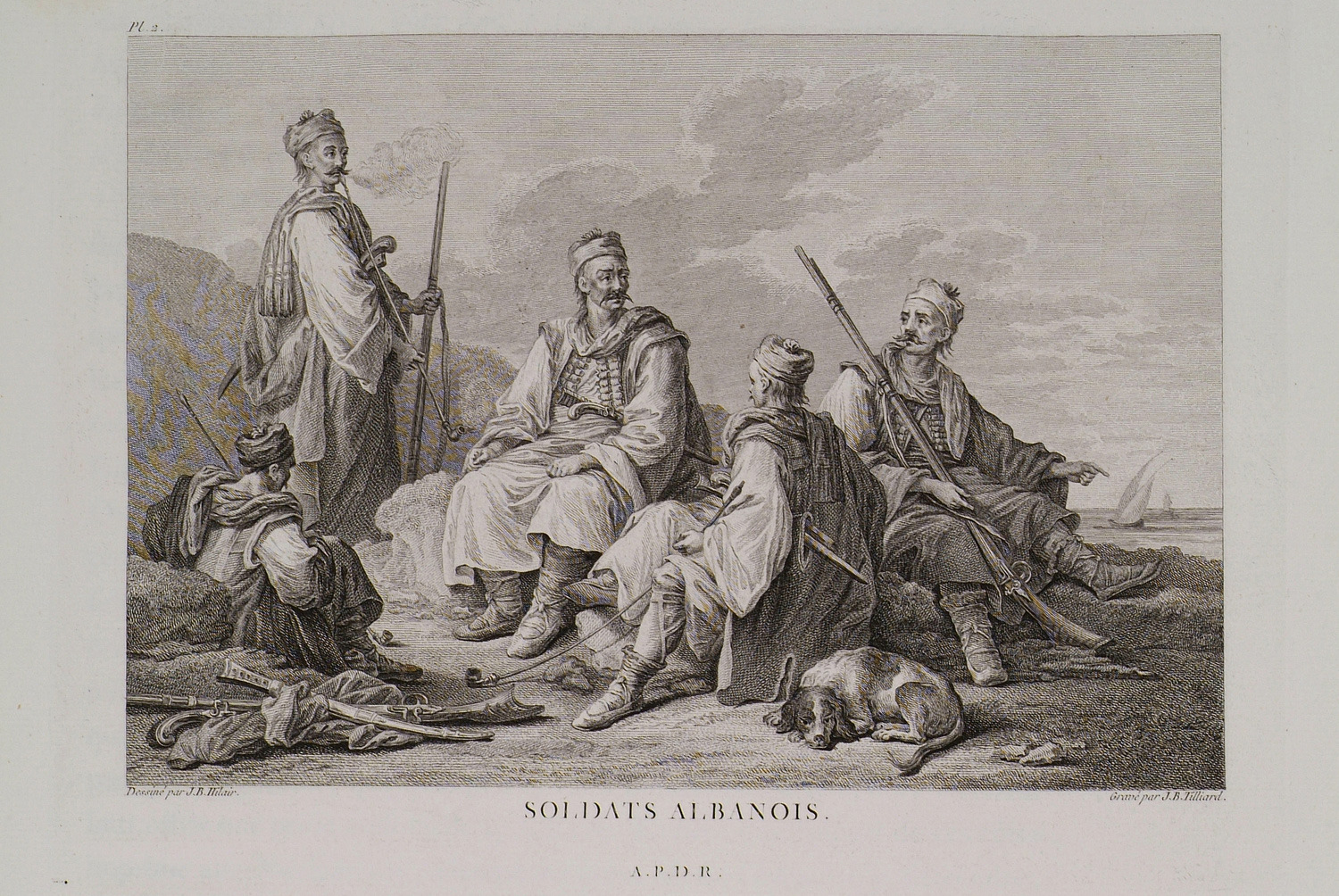
Arnaoutes, Voyage Pittoresque en Grèce, 1782.

L'Empire ottoman dicta une loi d'interdiction officielle définitive de la langue albanaise le 31 mai 1779, prise par Abdülhamid Ier, loi qui précisait clairement la protection par l'Empire ottoman de la langue grecque, et l'interdiction de la langue albanaise sous peine de mort. Theodore Kavalliotis (en), de Voskopojë (1718-1797), publia un dictionnaire de langue albanaise-grecque-slave, et fut assassiné durant son voyage de retour en Albanie par les envoyés des phanariotes, voyage durant lequel il emporta des lettres de l'alphabet albanais en plomb pour imprimer des livres en albanais. Naum Veqilharxhi (en), qui possédait l'imprimerie dans laquelle devaient s'imprimer les livres en langue albanaise, fut empoisonné sur l'ordre du patriarche de Constantinople, en 1846. La langue étrangère dans la liturgie chrétienne et la présence d'un clergé majoritairement étranger expliquent sans doute les rapports distants de la majorité des Albanais vis-à-vis de la religion chrétienne. Selon les régions, les caractères d'alphabets latins, grecs, slaves, turcs étaient employés (voire arabes pour les livres saints musulmans) ce qui s'opposa au développement littéraire de l'albanais, faute d'alphabet unique. Kostandin Kristoforidhi (en) fera une tentative d'unification au XIXe siècle des différentes versions d'alphabets sur la base d'un alphabet latin avec des signes diacritiques comme pour le tchèque ou le croate. L'alphabet déterminé par le Congrès de l'albanais à Bitola (Kongresi i Monastirit) par le Père Gjergj Fishta résultera de celui créé par les religieux guègues vers 1600, et que la Société Bashkimi (en) (1899) établie à Scutari par Mgr Preng Doçi (en), abbé de la région de Mirdita, reprendra. Certains albanologues étrangers proposèrent des alphabets de langue albanaise, comme la proposition d'alphabet du prince Louis-Lucien Bonaparte, celle d'Auguste Dozon, ou encore celle d'Eugenio Barbarich (it).
L'absence d'une langue albanaise écrite, enseignée et diffusée auprès de la population, pendant presque cinq siècles, affaiblit considérablement la circulation des idées et le réveil d'un sentiment national. Les difficultés de transport dans un pays de relief très accidenté y contribuèrent aussi. La liturgie en langue étrangère dans un tel contexte (en grec, latin, et slavon) eut également pour effet de distendre les rites et la foi chrétienne. Toutefois, l'albanais étant une langue de tradition fortement orale, il réussit à survivre à cette asphyxie de cinq siècles.

#### Échec des campagnes autrichiennes duXVIIesiècleet austro-russe duXVIIIesiècle

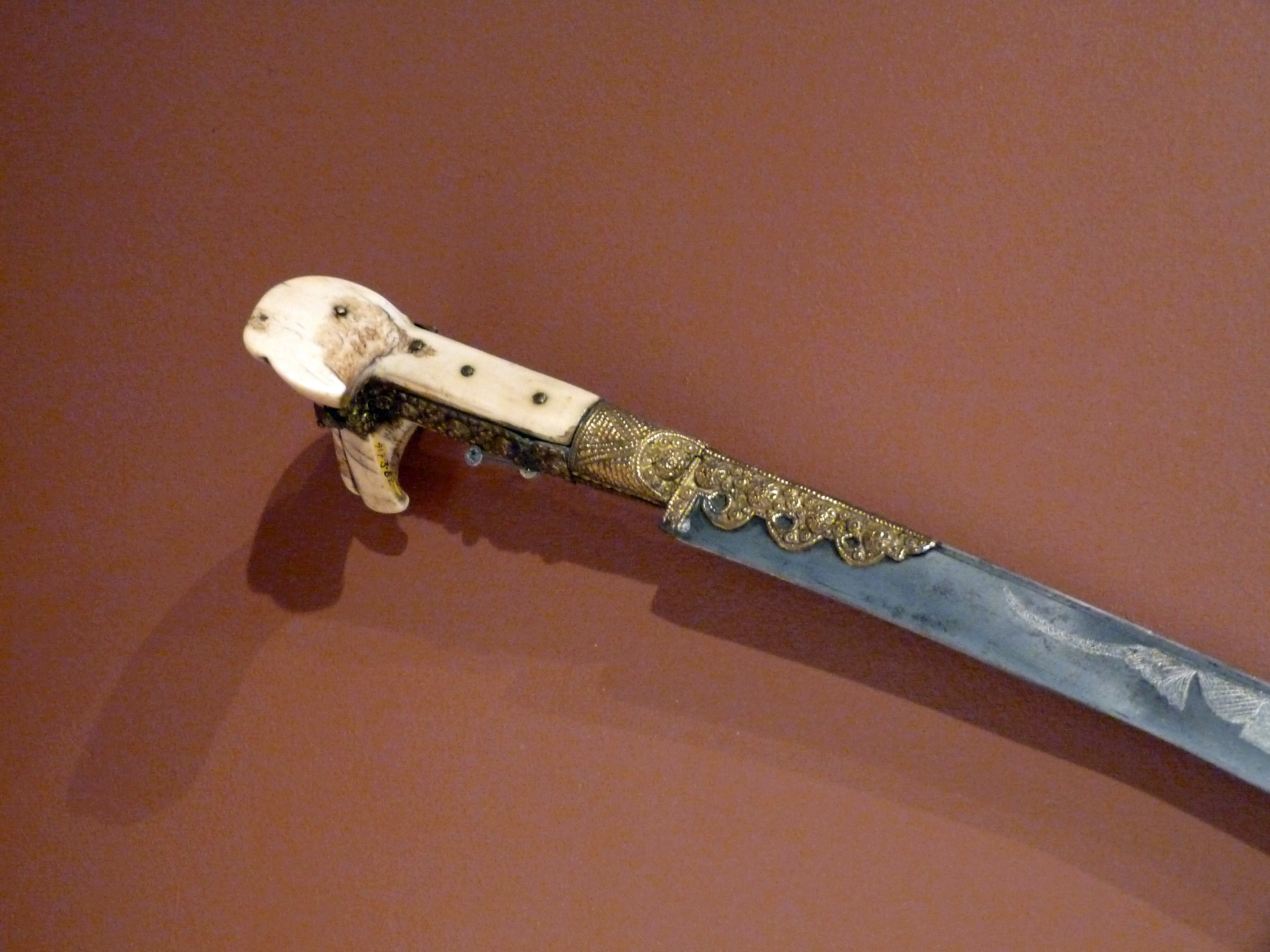
Un khandjar d’Albanie (château des ducs de Bar).

Au cours du XVIIe siècle, les Impériaux eurent à faire avec les Turcs, et durant la campagne de 1689 leur général Piccolomini franchit la Save et pénétra par le Kosovo, où la route lui fut facilitée par Mgr Pjetër Bogdani jusqu'à Prizren. Les Autrichiens avancèrent de Prizren (Kosovo) à la vallée de Vardar, battant le Turc Mahmoud Begovitch, s'alliant avec les chrétiens albanais. Néanmoins, les Ottomans réussirent à faire entrer en conflit une partie des Albanais musulmans contre les Albanais chrétiens, et le duc de Holstein, qui remplaça Piccolomini après sa mort, ne sut pas comprendre ses alliés albanais, et les froissa de telle sorte qu'ils le forcèrent à rentrer en Hongrie, entraînant dans la retraite le Patriarche Arsène II Cernogevitch et les habitants de la Vieille Serbie (en).
Lorsque les Austro-Russes envahirent l'Albanie du Nord en 1737, les tribus catholiques (Scutari, Hoti, Kelmendi, etc.) et orthodoxes (Kuçi, Piperi, Gruda, etc.) crurent leur heure de libération arrivée. Mais le chef des Alliés, le colonel autrichien Lentulus, manqua de décision et rétrograda du sandjak de Novi Bazar, abandonnant ses auxiliaires à la vengeance des Turcs pour une deuxième fois, qui, néanmoins, ne purent en venir à bout qu'après deux sanglantes répressions en 1740. Cette expédition manquée eut également une influence sur les progrès de l'islam.
L'histoire de l'Albanie sous l'Empire ottoman, du XVIe siècle jusqu’à 1912, fut marquée par une succession de révoltes albanaises anti-ottomanes durement réprimées. Les plus sévères furent celles des Bushati (en) à Scutari (1796) et celle d’Ali Pacha (1822) en Épire.

### De la renaissance albanaise finXIXesièclejusqu'à son indépendance débutXXesiècle
La renaissance albanaise commence au XIXe siècle et aboutira au début du XXe siècle à l'indépendance du pays.

#### Réaction albanaise au traité de Berlin de 1878
À la fin du XIXe siècle, les territoires à forte population albanaise sous domination ottomane étaient séparés en quatre régions administratives (vilâyet) : la région de Kosovo, celle de Scutari, celle de Bitola (anciennement dénommée Monastir), et celle d'Ioánnina.
À l'issue de la grande guerre d'Orient (guerre russo-ottomane) qui marqua la victoire de l'Empire russe sur l'Empire ottoman, la Serbie revendiqua les territoires de Kuršumlija (actuel Sud de la Serbie), Plav (actuel Sud-Est de Monténégro aux confins avec Kosovo), Guceviće (ou Gucia, actuel Sud-Ouest de la Serbie), et Bar (ou Tivar) sur le littoral tandis que la Grèce revendiquait une partie de l'Épire (Ioánnina, Arta et Préveza dans lesquelles elle avait placé des consulats quelques années auparavant). Or des Albanais vivaient aussi dans ces territoires, et les leaders albanophones réalisèrent que s'ils ne s'unissaient pas, le peuple albanais finirait par se trouver partagé entre ses voisins : c'est ainsi que se constitua la Ligue albanaise de Prizren, dont le siège se trouvait à Elbasan (Albanie centrale) avec des succursales à Prizren (Kosovo) et à Gjirokastër (Albanie).

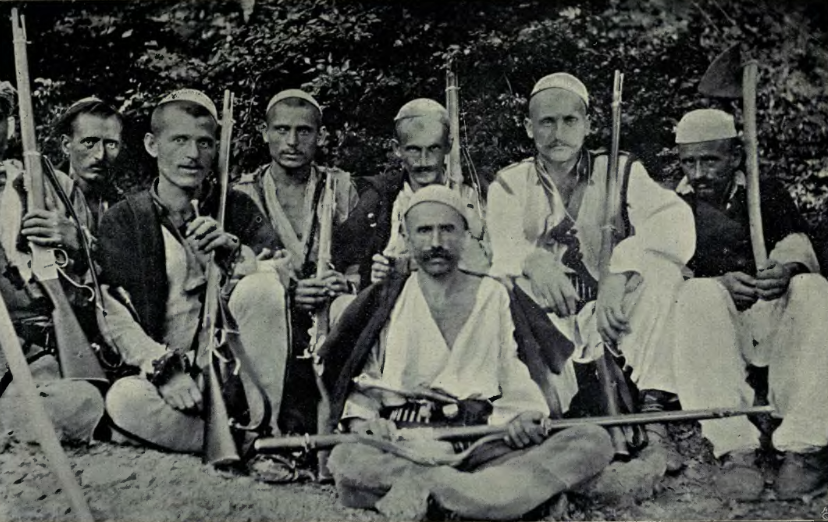
Miliciens albanais photographiés par William Le Queux, 1906.

La Ligue de Prizren proclama la nécessité d'arriver à une autonomie albanaise avec la ville d'Ohrid (actuel Sud-Ouest de la Macédoine du Nord) comme chef-lieu, et protesta contre l'annexion par le Monténégro de territoires comme Podgorica et Ulcinj où vivaient aussi des Albanais. Elle décida d'organiser une résistance armée et, le 6 novembre 1879, un combat eut lieu à Plav (Novsici) entre quatre bataillons monténégrins commandés par Bošo Petrović et 8 000 Albanais de Velika, sous les ordres de Bibë Doda de Mirditë. Les escarmouches durèrent deux ans, et les autorités ottomanes dépêchèrent à partir de Bitola des troupes dirigées par Mouktar Pacha, pour y mettre bon ordre. Une bataille indécise eut lieu près de Plav, à Metei, le 8 janvier 1880. L'Italie proposa alors un échange de territoires entre le Monténégro et l'Empire ottoman, qui fut refusé par les Albanais. Les Britanniques proposèrent qu'Ulcinj, où les Albanais étaient minoritaires, reste monténégrine, mais que le Monténégro restitue à l'Empire ottoman les territoires à majorité albanaise qu'il avait reçu autour du lac de Shkodër. Comme les Albanais refusèrent à nouveau, une démonstration navale britannique devant le port d'Ulcinj les fit céder en 1880. Entretemps, la Grèce avait occupé les régions à majorité hellénophone d'Épire, avec Ioánnina, la région entre le fleuve Arachtos et le Pinde, Arta et Préveza. Elle fut néanmoins obligée d'évacuer l'Épire mais reçut en échange la Thessalie, également à majorité grecque.
Après de sanglantes révoltes, Derviş Pacha combattit à nouveau les milices de la Ligue albanaise près de Pristina (à Slivove, Kosovo), et occupa les villes de Prizren et Gjakovë (Sud et Sud-Ouest de Kosovo). De nouvelles manifestations de la Ligue auront lieu lors de la guerre gréco-turque de 1897, et dans la Vieille-Serbie en 1903, dans le but d'unir tous les territoires et populations albanaises dans un seul État.

#### Expéditions turques de désarmement des Albanais en 1910
La révolution de 1908 du mouvement jeune-turc donna naissance à un deuxième regroupement des forces albanaises contre l'Empire ottoman, les Albanais constatant qu'ils perdaient au fur et à mesure une grande partie de leurs territoires depuis les accords turco-russes de 1878-1880, et à la suite d'une nouvelle levée de taxes. Aussi, en 1910, une nouvelle organisation, le mouvement Bessa (le « Serment »), s'organisa près de Prizren (Ferizaj, Sud du Kosovo), réclamant l'autonomie de l'Albanie vis-à-vis de l'Empire ottoman. Durant une courte période (1910-1912), de nombreuses révoltes albanaises éclatent.
En représailles, l'Empire ottoman entreprit une expédition très importante sous la direction de Chefket Pacha (en), et désarma la population.
Les Ottomans réussirent à la fin de 1910 à confisquer plus de 147 000 fusils, 600 000 cartouches, et quelques canons. Durant une vingtaine de combats, les Ottomans tuèrent environ 3 000 Albanais, exécutèrent 20 chefs de la résistance, ne perdant eux-mêmes que 300 hommes.
Les mouvements albanais se regroupèrent à nouveau, et reprirent Skopje durant l'été de 1912, quelques semaines avant la déclaration de guerre par la Ligue balkanique à l'Empire ottoman. La guerre éclatée, l'Albanie devait se tenir encore au statu quo sur ordre des grandes puissances, dans l'attente de la détermination de ses frontières.

### Indépendance de l'État albanais et négociation des frontières

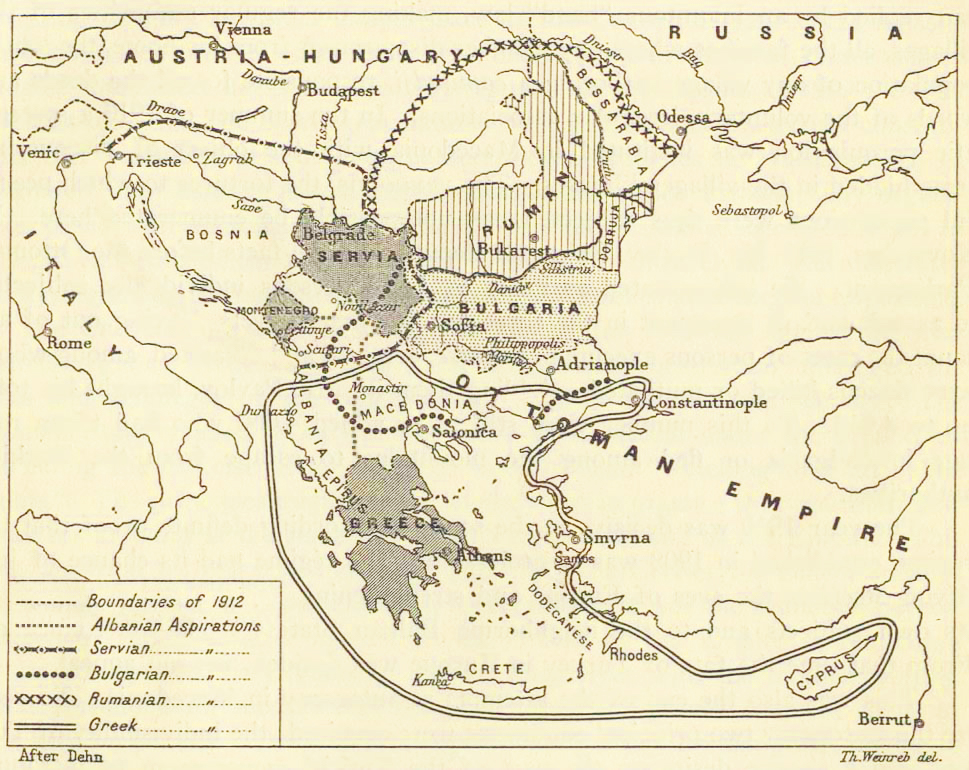
Aspirations irrédentistes dans les Balkans, 1914.

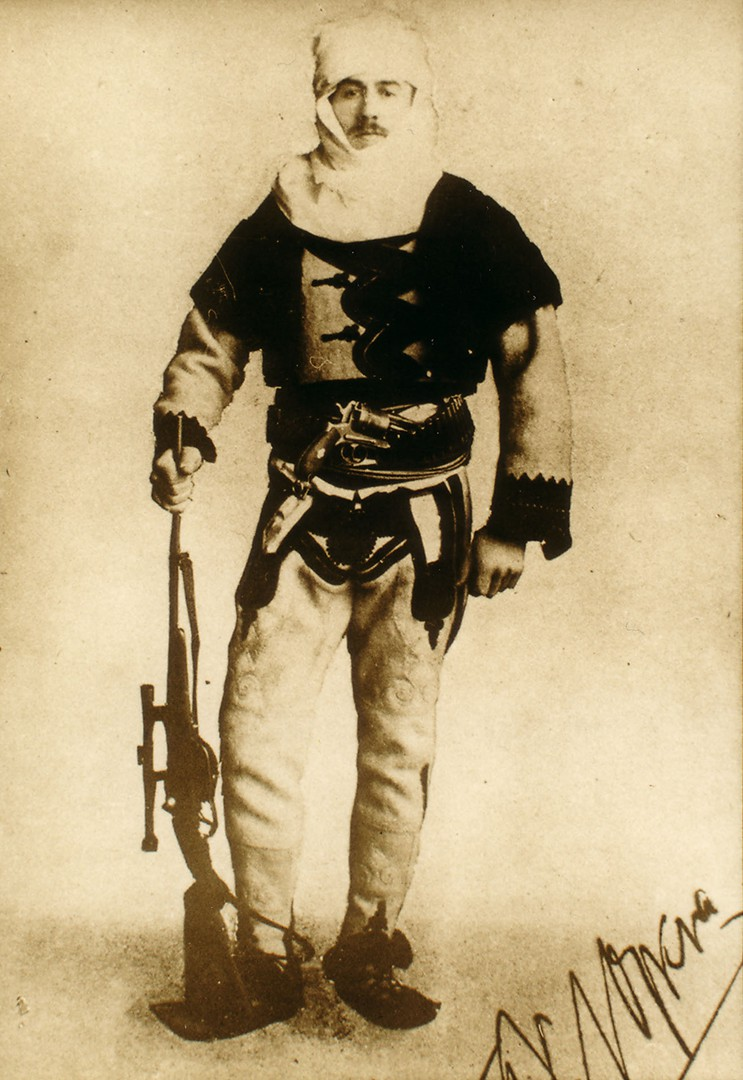
Ferenc Nopcsa en costume traditionnel albanais en 1915 (avec un fusil de tireur d'élite).

En 1912, alors que l'Empire ottoman est affaibli, quatre pays (Serbie, Grèce, Monténégro et Bulgarie) conclurent une alliance militaire, la Ligue balkanique, visant à faire reculer l'Empire ottoman, avec l'appui de la Russie. Le 8 octobre 1912, la ligue déclare la première guerre balkanique à l'Empire. La guerre tourne rapidement à l'avantage des coalisés et l'Albanie, soutenue par l'Autriche-Hongrie (représentée par Ferenc Nopcsa), entre à nouveau en insurrection et proclame son indépendance le 28 novembre 1912. Les frontières revendiquées par les représentants albanais à la conférence des ambassadeurs de 1912-1913 à Londres incluent l'ensemble des territoires où vivent des albanophones (même là où ils sont minoritaires), soit l'actuelle Albanie, le Kosovo, le tiers Nord-Ouest de l'actuelle Macédoine du Nord avec Skopje, et l'Épire entière avec Ioánnina et l'Épire du Sud. Les coalisés eux aussi revendiquent ces territoires : les Monténégrins aspirent à annexer le Nord de l'Albanie avec Scutari, les Grecs réclament l'Épire entière y compris l'Épire du Nord avec Argyrokastro, et les Serbes le Kosovo et l'Albanie centrale, pour obtenir un accès à la mer Adriatique.
Dès la fin octobre 1912, les Monténégrins pénètrent dans le Nord de l'actuelle Albanie, assiégeant la garnison ottomane de Scutari. Au mois de novembre, les troupes serbes et grecques pénètrent respectivement au nord et au sud de l'Albanie. En décembre 1912, les six grandes puissances européennes signataires du traité de Berlin de 1878 (Allemagne, France, Grande-Bretagne, Autriche-Hongrie, Italie et Empire russe) créent la conférence de Londres pour régler les questions balkaniques.
En mai 1913, l'indépendance de l'Albanie est acquise et la question de ses frontières est réglée selon un compromis entre les différentes revendications. Environ 60 % du territoire revendiqué par les représentants albanais, où les albanophones sont très largement majoritaires, forme l'Albanie indépendante ; le reste est incorporé aux États voisins, y compris le Kosovo où les albanophones formaient alors 70 % de la population. Durant les négociations, chaque pays est soutenu par différentes puissances : la Grèce par l'Angleterre et la France, la Serbie et le Monténégro par la Russie, tandis que la Bulgarie s'oppose à la Serbie au sujet de la Macédoine. En revanche, l'Autriche-Hongrie soutient les revendications de la délégation albanaise. Dans une certaine mesure, l'Italie, alors alignée sur les puissances germaniques, les soutient également, préférant voir émerger sur la côte Adriatique un État albanais indépendant et neutre, plutôt que des états-clients des Anglais, des Français et des Russes.
Au Nord, une fois les frontières albanaises fixées, les Monténégrins, qui n'eurent pas plus que ce qu'ils avaient déjà obtenu au traité de Berlin en 1878, évacuent les territoires albanophones qu'ils revendiquaient.
À l'est, la frontière albano-serbe est également rapidement fixée par les grandes puissances, mais les territoires majoritairement albanophones du Kosovo, ainsi que de l'Ouest et du Nord de l'actuelle Macédoine du Nord, vont à la Serbie qui, en échange, reconnaît l'indépendance du pays et le quitte en octobre 1913 : ce compromis témoigne du rapport de force entre grandes puissances, plus précisément entre les puissances germaniques, qui obtiennent une Albanie indépendante, et l'Empire russe, qui soutient la Serbie, mais pas au point de lui ouvrir un accès à la mer.
Au sud, le traçage de la frontière avec la Grèce à travers l'Épire est plus ardu, car les albanophones et les hellénophones y sont partout présents, les premiers majoritaires dans le nord, les seconds dans le sud, les deux en nombre sensiblement égal au centre. La question frontalière n'est pas seulement linguistique : les albanophones d'Épire peuvent être musulmans (chams, Τσάμηδες / tsámides, Ђами ou Џами / djamides, djams, dzams ou tchams, mots issus du turc cami, mosquée), mais aussi orthodoxes d'obédience grecque dépendant du patriarcat œcuménique de Constantinople, que les grecs appellent « arvanites » : en voie d'hellénisation depuis des siècles, ces derniers ont une longue tradition d'émigration vers la Grèce et expriment, durant les négociations, leur attachement à ce pays. Ayant obtenu Ioánnina, la Grèce renonce à Argyrokastro (désormais Gjirokastër) et quitte l'Épire du Nord en février 1914. Toutefois, elle réoccupera cette région le 14 octobre 1914, en raison de la Première Guerre mondiale, mais devra l'évacuer à nouveau en 1916. À la conférence de la paix de Paris (1919), la Grèce revendique à nouveau l'Épire du Nord, mais les traités de paix la laissent définitivement à l'Albanie et confirment la frontière fixée en 1914 à la suite de la conférence de Londres.
Un dernier conflit frontalier oppose en 1921 l'Albanie au tout nouveau royaume des Serbes, Croates et Slovènes, qui mène à une violation du territoire albanais par les troupes yougoslaves en janvier. Une escalade du conflit est évitée grâce à l'arbitrage de la Société des Nations, qui fait accepter par les deux parties leur frontière commune.

### De la république à la monarchie

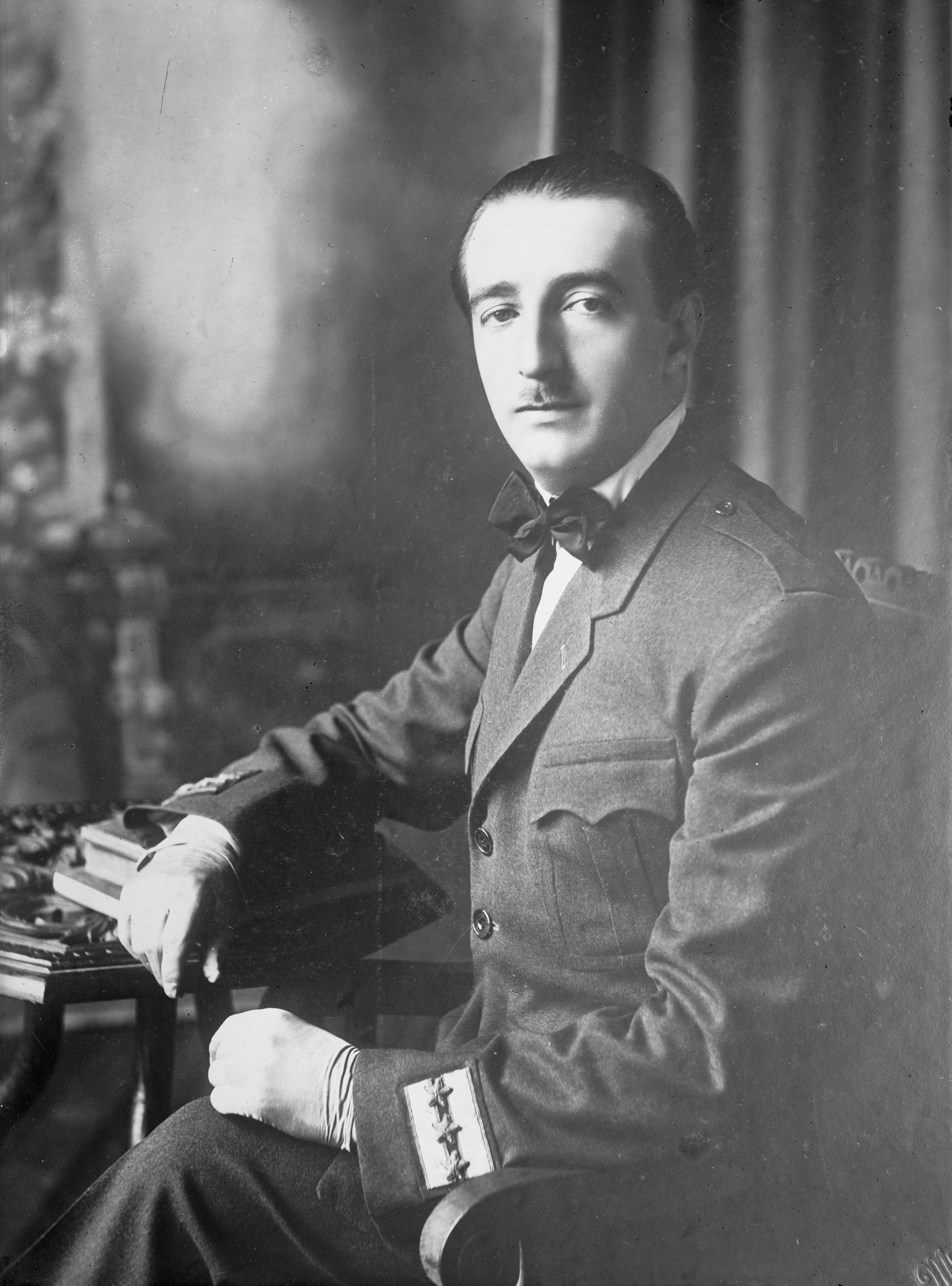
Zog Ier.

Après la redéfinition de ses frontières, l'Albanie connut une courte période démocratique (marquée notamment par le gouvernement de Theofan Stilian Noli, dit Fan Noli, et de Luigj Gurakuqi) (1924). Ce gouvernement ne cessa de revendiquer auprès de la Société des Nations, après les découpages de 1913-1919, les territoires abritant des populations albanaises : le Kosovo, Monastir (de Skopje à Bitola) et une partie de l'Épire du Sud, dont Ioánnina. Les diplomates occidentaux, irrités par les réclamations de Fan Noli, réussirent à propulser sur le devant de la scène politique albanaise une figure moins revendicatrice envers la Société des Nations, celle d'Ahmed Zogu. Ce dernier parvient au pouvoir avec le soutien de la Grande-Bretagne et de la Serbie ; président de la République, il s'autoproclame roi des Albanais sous le nom de Zog Ier. Ce roi fit des efforts pour moderniser l'Albanie, sous la forte impulsion de l'Italie. Ainsi, un Code civil est promulgué, rédigé d'après le Code civil suisse, une Banque nationale est créée ; la réforme agraire donne de la terre aux paysans et la presse connaît un essor pendant les années 1920-1930.

### De l'occupation italienne à la montée du communisme

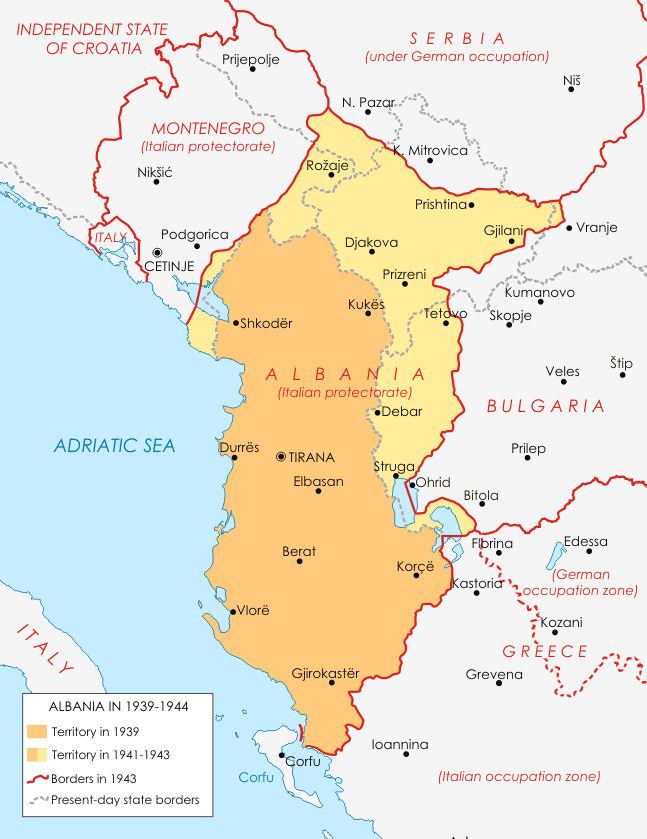
L'Albanie italienne lors de la Seconde Guerre mondiale entre 1939 et 1941.

En 1939, le pays est annexé par l’Italie : la couronne du Royaume albanais passe alors au roi d'Italie Victor-Emmanuel III, le pays devenant un protectorat italien. La résistance albanaise de quelques groupes communistes s'organise autour du Parti communiste d'Albanie à partir de 1941, sous la direction d'Enver Hoxha et en liaison avec le mouvement communiste de Tito. Le 16 septembre 1942, la première conférence de libération nationale, à Peć (Pejë), regroupe les communistes, les monarchistes, les nationalistes républicains du Balli Kombëtar (Front national) et le mouvement des frères Kryeziu. Cette conférence donne naissance au Mouvement de libération nationale (MLN ou en albanais LNÇ, Levizje Nacional Çlirimtare) dirigé par huit membres dont Enver Hoxha et Abaz Kupi. Ce dernier, exclu du MLN en novembre 1943 quand le mouvement passe sous le contrôle exclusif des communistes, fonde le Parti de la légalité (Legaliteti), fidèle au roi.
Dès avril 1943, le SOE (Special Operations Executive) parachute des équipes pour encadrer les maquis de résistance, au départ sans considération politique. À partir de la fin 1943, les Britanniques, intoxiqués par la propagande des « cinq de Cambridge » (dirigeant les services de renseignement britanniques, mais en fait agents d'influence de l'URSS), abandonnent la résistance loyaliste et royaliste dans les Balkans, y compris en Albanie, pour ne plus soutenir que les partisans communistes, d'autant qu'à la conférence de Moscou de 1944 (qui sera entérinée l'année suivante aux accords de Yalta), Churchill, pour conserver la haute main sur la Grèce, laisse à Staline les mains libres dans le reste des Balkans.

### L'Albanie communiste
L'Albanie connaît, après novembre 1944, un gouvernement communiste, dont le principal dirigeant est Enver Hoxha, chef du gouvernement et premier secrétaire du Parti communiste d'Albanie. La république populaire d'Albanie est officiellement proclamée le 11 janvier 1946. Le gouvernement albanais est le seul à refuser la déstalinisation en 1956, ce qui le conduit à rompre avec l'URSS et à rechercher l'alliance de la Chine. L'Albanie est alors la dictature la plus sévère d'Europe avec plus de 8 000 condamnations à mort et des milliers de personnes emprisonnées dans des camps, pour une population d'après-guerre d'un million d'habitants (et de plus de trois millions en 1990). Le gouvernement met en œuvre des réformes visant à la modernisation économique et obtient certains résultats en matière d'industrialisation, de développement de l'agriculture, de l'éducation, des arts et de la culture, ce qui contribue à une hausse générale du niveau de vie, bien que l'Albanie soit le pays le plus pauvre d'Europe avec des périodes de disette,,.
L'Albanie est isolée du reste du monde jusqu'à la chute du régime communiste en 1991. La France, l'Italie, l'Autriche et la Suisse sont les seuls pays occidentaux à entretenir des relations diplomatiques avec l'Albanie pendant la période communiste. De leur côté, le Royaume-Uni et les États-Unis tentent en 1949-1951, en pleine guerre froide, de renverser le gouvernement communiste en infiltrant des commandos composés de militants monarchistes albanais. Leur opération de subversion, nommée « Valuable Project », échoue du fait de l'allégeance de l'agent double Kim Philby à l'URSS[réf. nécessaire].

### L'Albanie moderne
Après la chute du régime en 1991, l'Albanie connait une transition d'une économie planifiée à l'économie de marché, générant une sévère crise économique, tandis que la population, pouvant passer librement les frontières (dont les fortifications sont abandonnées), s'expatrie en masse, principalement vers l'Italie, la Grèce et les États-Unis. L'Albanie reçoit par ailleurs d'importants mouvements d'immigration à la suite du conflit au Kosovo voisin, en 1998-1999. Le mouvement d'émigration économique se poursuit dans les années 2000. Ainsi, uniquement dans la première moitié de l'année 2015, 30 000 citoyens albanais, venant principalement de la province, ont quitté leur pays afin de rechercher de meilleures conditions de vie dans les pays de l'Europe de l'Ouest.
La crise économique des années 1990, accentuée en 1997 par l'effondrement des banques et des « pyramides financières » qui a englouti les économies de nombreuses personnes, déclenche cette année-là une « quasi-guerre civile » opposant les partisans des deux principaux partis du pays (le Parti démocrate d'Albanie et le Parti socialiste d'Albanie), faisant au moins 2 000 morts. Alors que des centaines de milliers d'armes circulent dans le pays, ce dernier fait figure d'« État failli ».
À la fin des années 1990, le pays subit également les retombées économiques et humanitaires de la guerre du Kosovo.
En 2018, l'Albanie connaît ses plus importantes manifestations étudiantes de l'ère post-communiste. L'augmentation des frais de scolarité est la conséquence d'une loi prévoyant la mise en concurrence des universités et leur ouverture au marché. Le premier ministre Edi Rama affronte la crise en limogeant la moitié de ses ministres.

## Politique et administration
Depuis 1992, l'Albanie est une république parlementaire, démocratique et représentative. Le pouvoir exécutif est exercé par le gouvernement. Le pouvoir législatif est détenu par le Parlement, l'Assemblée d'Albanie (Kuvendi i Republikës së Shqipërisë), mais le gouvernement aussi propose des projets de lois. Depuis 1991 et l'introduction du pluralisme, le système politique est dominé par les conservateurs, le Parti démocrate d'Albanie et le Parti socialiste d'Albanie. D'autres formations politiques d'une importance moindre sont représentées au Parlement et au gouvernement.

### Pouvoir exécutif
Le chef de l’État est le président de la République, qui est élu par le Parlement avec un mandat de cinq ans, renouvelable une fois. Dans ce système, le président de la République nomme le Premier ministre au sein de la majorité parlementaire. Le président est le garant de la démocratie puisque c'est à lui qu'incombe la responsabilité de décréter les lois adoptées par le Parlement.

### Pouvoir législatif
L'Assemblée (Kuvendi), constitue le pouvoir législatif, responsable des politiques intérieures et extérieures du pays et des modifications de la Constitution. Élu tous les quatre ans, il compte au total cent-quarante députés sortis des listes des différents partis politiques selon un système proportionnel régional.

### Système judiciaire
Il existe deux types de juridictions en Albanie : criminelle et civile. Le système judiciaire dispose d’une Cour constitutionnelle, d'une cour de cassation (en), de cours d'appel et de cours de district (en). La Cour constitutionnelle est composée de neuf membres nommés par le président de la République avec le consentement de l'Assemblée pour une durée de neuf ans. La Cour suprême quant à elle, comporte dix-sept membres qui sont nommés par l'Assemblée pour une durée de neuf ans. Dans les tribunaux, la justice est rendue par trois juges. En Albanie, il existe une formation particulière pour former des juges, l’École de la Magistrature, cela est supposé rendre les juges plus impartiaux. Une autre particularité du système albanais est le fait que dans les tribunaux il n’y a pas de jury populaire.

### Découpage administratif
L’Albanie est découpée en trente-six districts (Rrethe) qui disposent chacun d’un gouverneur local choisi par le conseil de district dont les membres sont élus au scrutin proportionnel. Les districts sont regroupés en préfectures (qark (en)) qui sont au nombre de douze avec à leurs têtes des préfets nommés par le Conseil des ministres, la capitale Tirana disposant d’un statut spécial. Les maires des autres villes sont élus au suffrage direct et les conseils municipaux le sont à la proportionnelle.

### Principaux partis politiques
Les chiffres correspondent aux élections du 23 juin 2013.
- Parti socialiste d'Albanie (PSSh) et alliés (dont le Mouvement socialiste pour l'intégration, le Parti de l'Union pour les droits de l'homme et le Parti démocrate-chrétien d'Albanie) : quatre-vingt-quatre députés ;
- Parti démocrate d'Albanie (PDSh) et alliés (dont le Parti pour la Justice, l'Intégration et l'Unité (en) et le Parti républicain d'Albanie) : cinquante-six députés.

Principaux partis non représentés :
- Nouvel Esprit démocratique : 1,7 % des voix ;
- Alliance rouge et noire : 0,6 % des voix.

### Adhésion à l’Union européenne
L'Albanie mène, depuis 1992, date du premier Accord de commerce, des négociations avec la Communauté européenne pour une possible adhésion. En 2006, l'Albanie est devenue membre associé de l'Union européenne, après la signature d'un Accord de stabilisation et d'association (ASA). Au cours des dernières années, des progrès plus ou moins grands ont été enregistrés dans les différents domaines de la gouvernance, tels que la réforme des institutions démocratiques, le renforcement des droits civiques, etc. D'autres progrès ont été accomplis en ce qui concerne la gestion de l'économie et la création d'opportunités pour inciter les investissements étrangers directs et diminuer ainsi le chômage (en 2008 13,4 %). En mars 2009, le Premier ministre Sali Berisha annonce son intention de déposer la candidature de l'Albanie à l'UE, dans l'espoir de se prévaloir de cette initiative lors de sa campagne électorale pour les législatives prévues en juin. En avril 2009, l'ASA est entré en vigueur, et la république d'Albanie est devenue officiellement membre de l'OTAN. Elle dépose sa candidature officielle à l'Union le 28 avril 2009, auprès de la présidence tchèque. Vers le mois de mai de l'année 2014, on savait que le statut pourrait lui être octroyé en juin 2014 si le Conseil européen en décidait ainsi. Officieusement, c'est chose faite le mardi 24 juin 2014,. D'après une journaliste, cette « décision récompense les progrès accomplis par Tirana, notamment pour combattre la criminalité organisée. » Officiellement, la candidature est entérinée par le Conseil européen le vendredi 27 juin 2014.

### Relations économiques internationales
La fuite des élites albanaises est un processus social et économique qui pénalise la recherche. Cependant, pour enrayer cet exode et encourager les émigrés à revenir, l'Albanie doit définir une politique scientifique et scolaire claire, étroitement liée à une politique industrielle à long terme avec l'aide des programmes européens développés à cet effet (ACE, PHARE, TEMPUS ou EAST).
Les exportations sont faibles (surtout des produits agricoles) et les travailleurs émigrés sont les principaux pourvoyeurs de devises. Les importations sont principalement les équipements mécaniques, les produits manufacturés, les denrées alimentaires, les textiles et les produits chimiques. Le changement de régime en 1991 a créé les conditions d’un rapprochement progressif de l’Albanie et de l’Europe. L’adhésion de l’Albanie au Conseil de l'Europe en 1995 en offrit un premier signe tangible. En novembre 2000, le sommet de Zagreb a ouvert à l’Albanie la perspective d’une adhésion à l’Union européenne (UE), de sorte qu’ont été entamées le 31 janvier 2003 les négociations en vue d’un accord de stabilisation et d'association (ASA), qui a été signé le 12 juin 2006. L’UE a rappelé à plusieurs reprises à l’Albanie la nécessité de mettre en œuvre concrètement les réformes adoptées et de les poursuivre.

## Géographie

Carte topographique de l'Albanie.

### Situation
L'Albanie s'étend sur une superficie totale de 28 748 km2, avec environ 70 % de surface montagneuse, accidentée et difficilement accessible, dont le point culminant est le mont Korab s'élevant à 2 753 m.
Le reste est constitué de plaines alluviales, dont le terrain est plutôt de piètre qualité pour l’agriculture, alternativement inondé ou desséché. Les terres les plus fertiles sont situées dans le district des lacs (lac d'Ohrid, Grand Prespa et Petit Prespa) et sur certains plateaux intermédiaires entre la plaine et la montagne.
La seule île notable est celle de Sazan qui fut tour à tour occupée par diverses grandes puissances européennes.
Son littoral s'étend sur 362 kilomètres le long de l'Adriatique et de la mer Ionienne, l'Italie est distante de quatre-vingt kilomètres via le canal d'Otrante. L'Albanie possède sept-cent-vingt kilomètres de frontières terrestres avec le Monténégro (172 km), le Kosovo (115 km), la Macédoine du Nord (151 km) et la Grèce (282 km).
Les principales villes sont Tirana (la capitale) avec environ 800 000 habitants, Durrës, Korça, Elbasan, Scutari, Gjirokastra, Vlora et Kukës.
Le plus grand fleuve albanais est le Drin. Long de 282 kilomètres, il est un des seuls à connaître un débit relativement stable tout au long de l’année. Les autres cours d’eau sont généralement presque secs durant l’été, même les rivières Semani et Vjosa qui ont pourtant une longueur de plus de cent-soixante kilomètres.

### Hydrographie
L'Albanie possède trois lacs dont l'un des plus vieux du monde (lac d'Ohrid).
Le lac de Scutari situé dans le Nord-Ouest du pays a une surface qui peut varier entre 370 et 530 km2, partagé entre l'Albanie et la ville d'Ulcinj au Monténégro. La rive albanaise du lac est longue de cinquante-sept kilomètres.
Le lac d'Ohrid est le lac le plus profond des Balkans (288 m) mais aussi un des plus vieux du monde. Il est situé dans le Sud du pays et est partagé entre l'Albanie et la Macédoine du Nord. Il possède une variété de flore et de faune unique au monde, des « fossiles vivants » et de nombreuses espèces endémiques. En raison de sa valeur naturelle et historique, le lac d'Ohrid est sous la protection de l'Unesco.

### Climat
Le climat y est méditerranéen dans les régions littorales (moyenne hivernale : 7 °C) et devient plus continental dans le relief. Les précipitations sont assez élevées (1 000 à 1 500 mm annuels), le flux d’air humide rencontrant la masse d’air continentale plus froide, surtout pendant l’hiver, qui est la saison pluvieuse.
L'Albanie compte un grand nombre de régions climatiques malgré sa relative faible étendue. Les côtes albanaises jouissent d'un climat méditerranéen agréable alors que l'intérieur du pays avec ses hauts plateaux et montagnes possèdent un climat plus continental et donc plus rude.

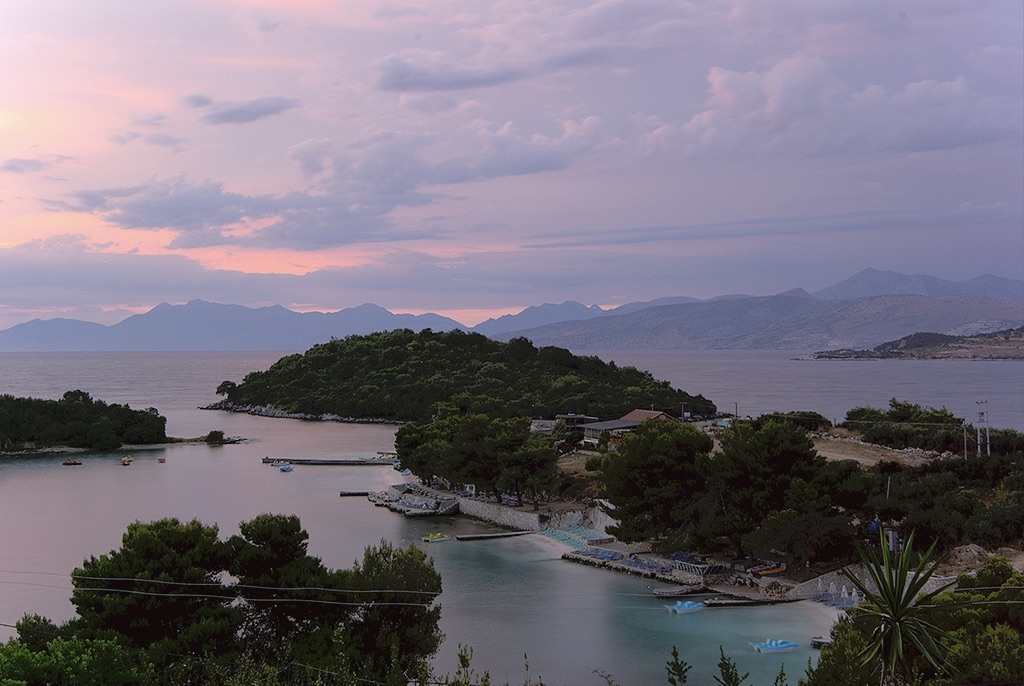
La plage de Ksamil.

 Du nord au sud du pays, la variation du climat est assez sensible. Les saisons les plus agréables sont le printemps et l'automne.
Les basses terres ont des hivers doux, avec une moyenne d'environ 7 °C. L'été, la moyenne tourne autour des 24 °C. Mais les températures, bien que plus affectées par les différences d'altitude que par la latitude, sont tout de même d'environ 5 °C plus élevées dans le Sud du pays que dans le Nord.
L'hiver s'avère souvent rude dans les zones montagneuses avec des températures assez froides, causées par la masse d'air continentale qui domine la météo de l'Europe de l'Est et des Balkans avec les vents de nord et de nord-est. Les chutes de neige y sont assez fréquentes. Les hivers sont plus doux et pluvieux sur les plaines côtières.

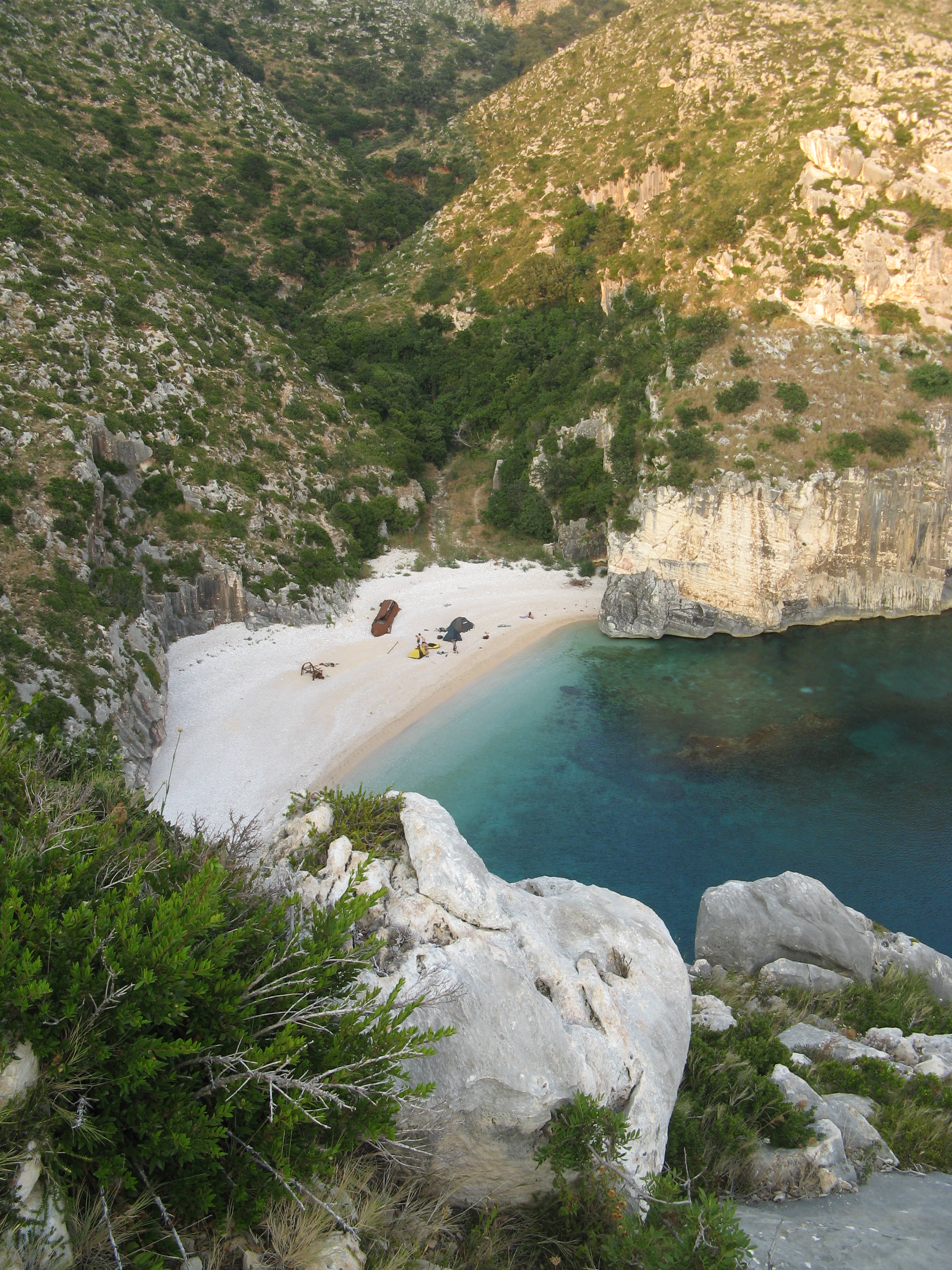
La baie de Grama.

L'été, les températures moyennes sont plus faibles dans les régions montagneuses du Nord et de l'Est que dans les zones côtières et beaucoup plus faibles en altitude, mais avec toutefois des variations journalières plus importantes.
Le Centre et l'Ouest de l'Albanie connaissent des températures plus élevées (40 °C), causées par des vents chauds venant de la mer. Les températures maximales dans les bassins intérieurs et les vallées fluviales sont très élevées, mais les nuits y sont presque toujours fraîches.
La moyenne des précipitations est élevée, conséquence de la convergence des flux d'airs dominants de la mer Méditerranée avec la masse d'air continentale. En se réunissant habituellement aux plus hautes altitudes, la pluie tombe majoritairement dans les hautes terres centrales. Les courants chauds verticaux venus de la Méditerranée provoquent des orages fréquents en été, la plupart accompagnés de grands vents locaux et d'averses torrentielles.
La moyenne des précipitations pour les zones côtières varie de 1 000 mm au sud à plus de 1 500 mm par an au nord du pays. Les pluies sont concentrées en hiver avec près de 90 % des précipitations annuelles.
La pluviométrie est plus élevée dans les chaînes montagneuses. Les estimations varient largement, mais les moyennes annuelles sont probablement d'environ 1 800 mm et sont plus élevées (2 550 mm) dans certaines régions du Nord. La vallée de Boga dans l'Ouest de l'Albanie est une des zones les plus humides en Europe, recevant quelque 3 100 mm de pluie par an. Les pluies y sont plus équitablement réparties le long de l'année que sur les zones côtières.

### Ressources naturelles
Plus d'un tiers du territoire de l'Albanie, environ 10 000 kilomètres carrés, est couvert de forêts et le pays possède une flore très riche. Environ 3 000 espèces différentes de plantes poussent en Albanie, dont beaucoup sont utilisées à des fins médicinales. Les forêts abritent une grande variété de mammifères, y compris les loups, ours, sangliers et chamois. Les lynx, les chats sauvages et les putois sont rares, mais continuent de survivre dans certaines régions du pays.
Les ressources naturelles les plus importantes sont le pétrole, le gaz naturel, le charbon, le chrome, le cuivre, le bois, le nickel, le potentiel hydroélectrique.

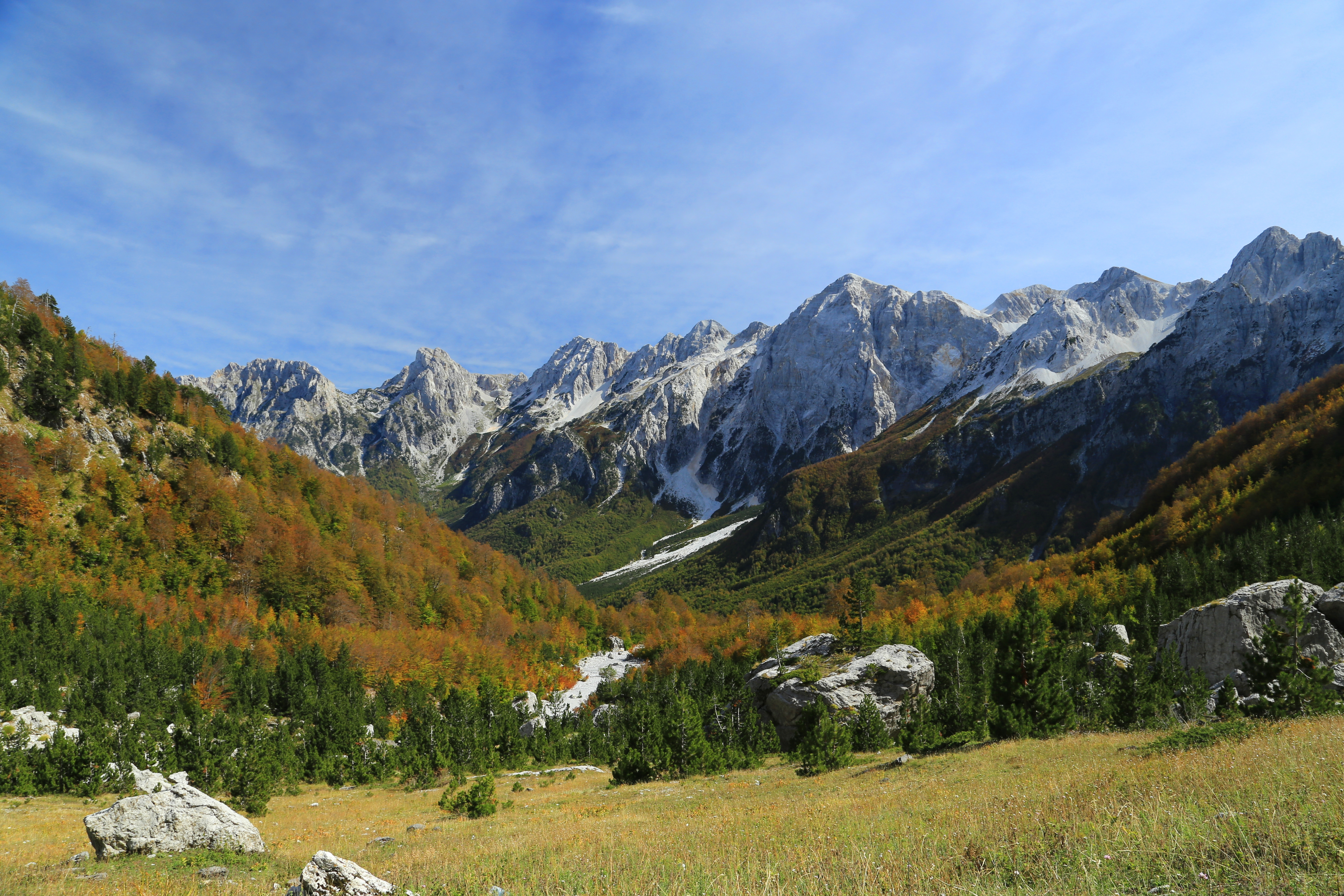
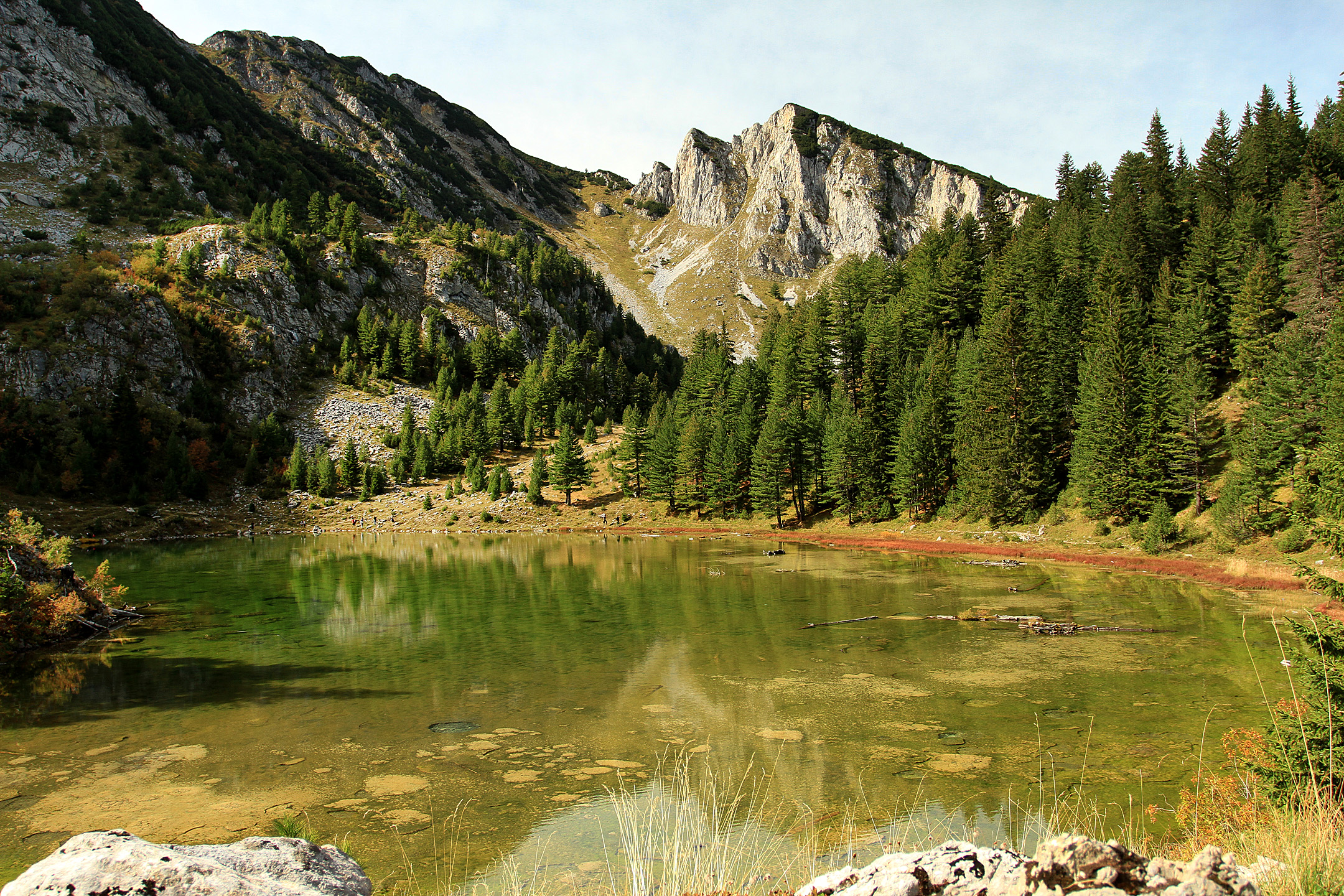
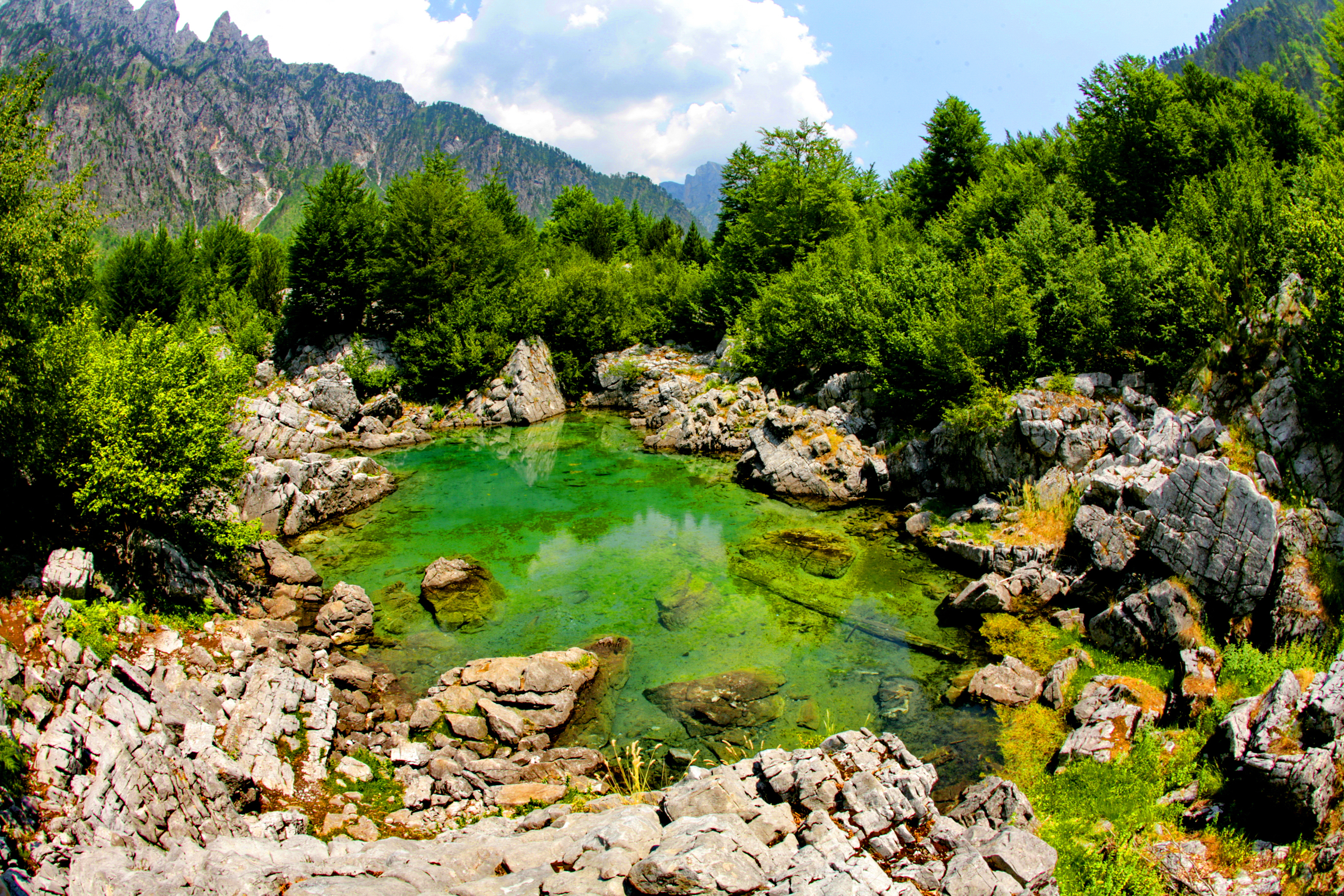
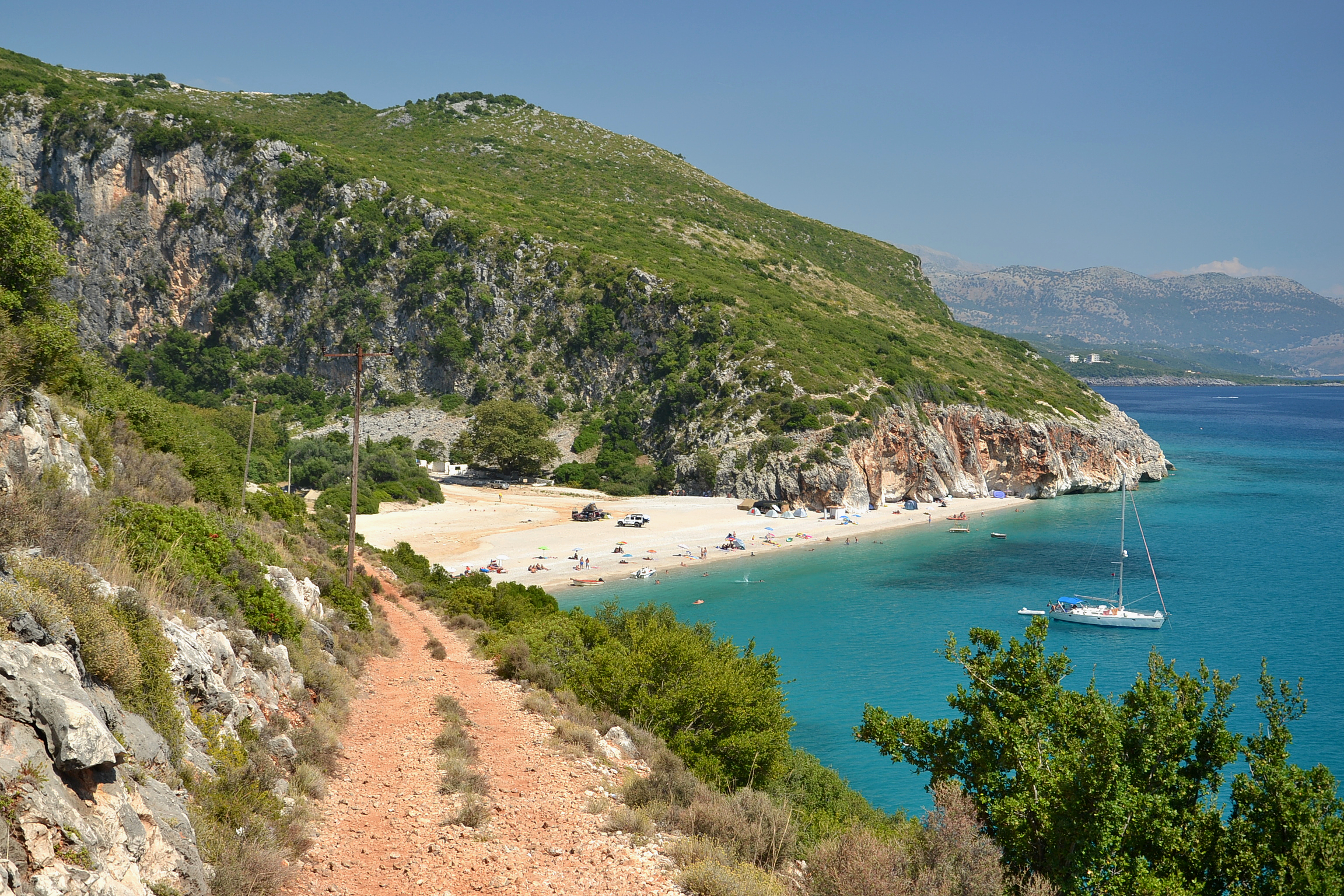

### Déclin de la biodiversité
L'Albanie présente l’un des pires taux de perte de biodiversité d'Europe selon la communauté scientifique. En cause, un modèle économique misant sur le tourisme de masse, l'artificialisation des sols, la chasse illégale et la surpêche, la corruption et la faible volonté politique de protéger les écosystèmes. Cependant, en 2023, la Vjosa et certains de ses affluents deviennent un parc national.

## Économie
Malgré des ressources naturelles importantes, l'Albanie demeure un pays en développement.
Les structures économiques restent fragiles et dépendantes de l’aide extérieure et des transferts de revenus de l’émigration (environ 14 % du PIB). En 2004, le déficit budgétaire représentait 5 % du PIB et la dette publique s’élève à 56 % du PIB. Néanmoins, la productivité s’améliore sensiblement depuis environ une décennie et connaît depuis 2003 une croissance régulière (6 %) dans un contexte d’inflation modérée. Le pays dispose en outre d’une situation géographique favorable à son développement et d’une ouverture sur la mer, d’un large éventail de ressources naturelles et d’un potentiel touristique.
Le secteur tertiaire (les services et le tourisme) représente 60 % du PIB et 20 % de la population active.
Le salaire minimum est en juin 2020 de 214 € (euros) par mois, un des plus faibles d'Europe.
L'Albanie est actuellement[C'est-à-dire ?] un pays en développement, avec la moitié de sa population active travaillant dans le secteur de l'agriculture, et un cinquième des actifs travaillant à l'étranger. Officiellement, le chômage s'élève à 14 %, mais des sources indépendantes l'estiment à près de 30 % au nord et au nord-est du pays.
Le gouvernement du Premier ministre Edi Rama, au pouvoir depuis 2013, a adopté une feuille de route économique néolibérale. Il réduit les dépenses publiques et favorise les partenariats public-privé, source d'enrichissement rapide pour un cercle d'entrepreneurs proches du pouvoir, dans la plupart des secteurs (tourisme, enseignement supérieur, santé, travaux publics, culture...). Le Fonds monétaire international (FMI), traditionnellement favorable à ces politiques, a cependant estimé que le gouvernement albanais engageait trop rapidement des privatisations et exposait le pays à des « risques budgétaires importants ».

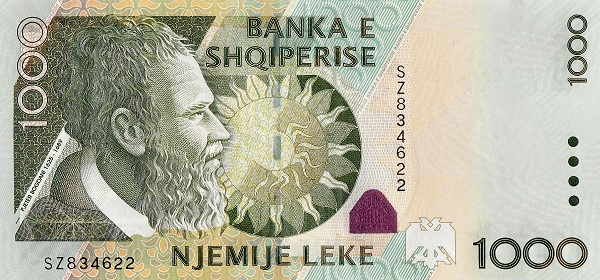
Billet de 1000 lek représentant Pjetër Bogdani.

Le trafic de stupéfiants s'est considérablement développé ces dernières années, représentant près d'un tiers du PIB en 2017. Selon des estimations de la douane italienne, 753 000 plants de cannabis ont été détruits en 2016, contre 46 000 en 2014. Ces destructions n’auraient touché que 10 % des surfaces cultivées. Des responsables politiques de premier plan et des hommes d'affaires sont mêlés à ce trafic.
- La monnaie nationale est le lek, dont la parité fluctue entre 89 et 92 leks pour un dollar américain et entre 119 et 125 leks pour un euro selon les taux de change ;
- l'inflation est de 3,6 % en 2010[5] ; et de 2 % en 2021 ;
- le taux de croissance du PIB est estimé à 3,5 % pour 2010[56] ;
- la dette extérieure de l'Albanie s'élevait à 2,81 milliards de dollars américains en 2010.
- En 2024, l'Albanie est classée en 84e position pour l'indice mondial de l'innovation[57].

### Agriculture
L’agriculture représente un quart du PIB et l’économie parallèle a un poids important. Pour ce qui est du secteur primaire, il emploie une grande partie de sa population. En effet, l'Albanie est un pays agricole et 60 % de la population travaille sur les terres. Le secteur secondaire représente 19 % du PIB et 32 % de la population active.

### Énergie

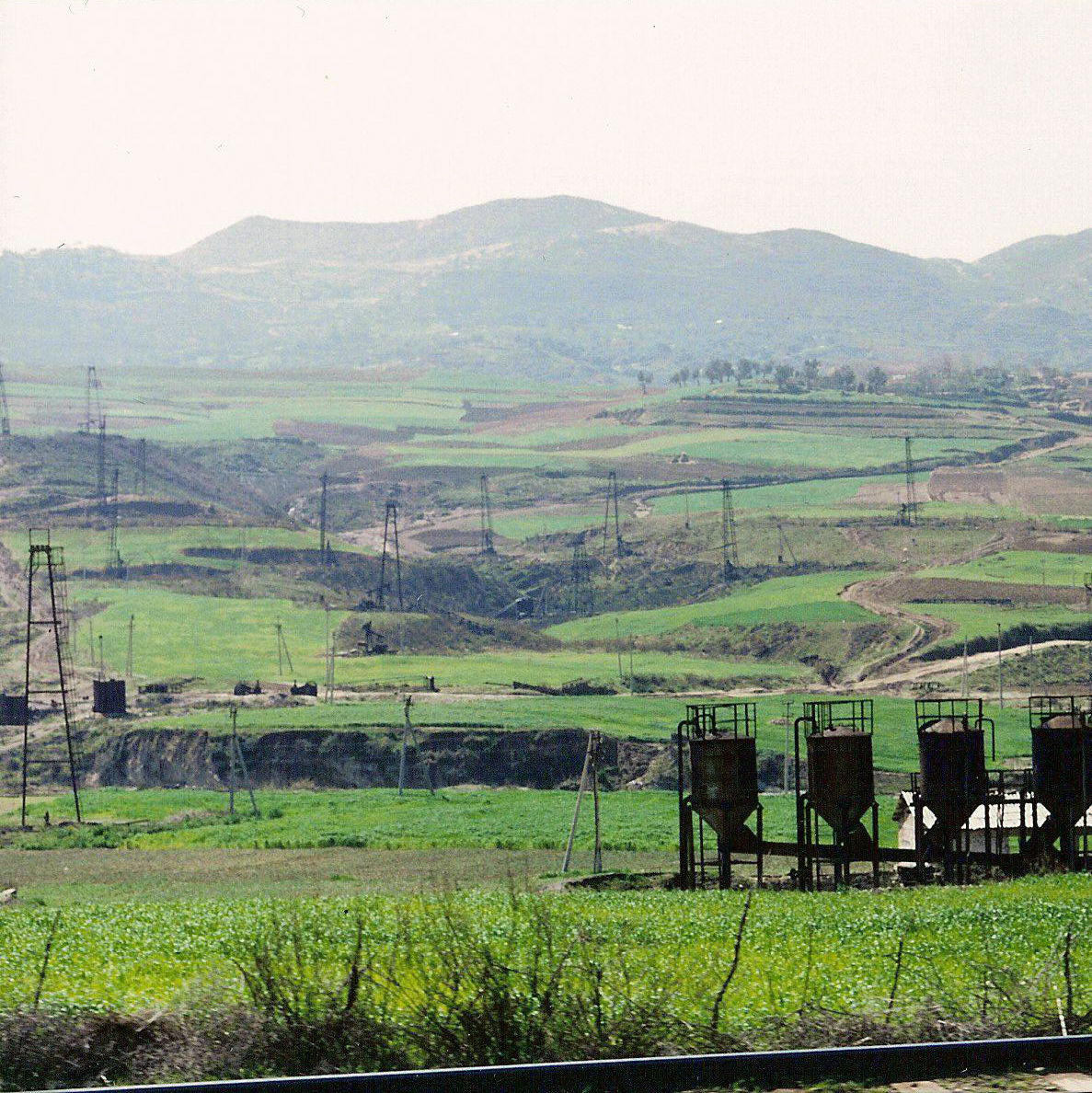
Mallakastra.

La production électrique de l'Albanie provient à 95 % des centrales hydroélectriques situées sur le fleuve Drin au nord du pays.
Malgré une consommation d'électricité moyenne par habitant très basse (l'une des plus faibles en Europe), l'Albanie a des problèmes d'approvisionnement. Les trois centrales situées sur le Drin ne suffisent pas à couvrir les besoins en électricité du pays, qui n'a pour l'instant d'autre alternative que l'importation ou le rationnement.
Le gouvernement albanais prévoit cependant la construction de deux nouvelles centrales hydroélectriques d'une puissance de 200 MW chacune à Bushat et à Kalivaç qui pourraient stabiliser la situation.
La consommation d'hydrocarbures est aussi plus élevée que la production ce qui oblige l'importation d'Italie ou de Grèce. Les deux grandes entreprises nationales qui produisent les énergies fossiles (gazole, essence, gaz et autres dérivés) sont Albpetrol Sh.a qui extrait les minerais, et ARMO Sh.a qui les raffine et qui les vend. La production était beaucoup plus élevée pendant l'époque communiste car les entreprises pétrolières occidentales étaient venues s'implanter en Albanie dans les années 1980 lors de la découverte du dernier grand gisement de pétrole dans le pays.

### Tourisme
Depuis la fin des années 2010 le tourisme est en plein développement (passage de trois à douze millions de touristes annuels en cinq ans).
Malgré la bonne réputation du pays auprès des touristes et voyagistes, il est nécessaire de souligner que les routes secondaires, et principalement celles des régions montagneuses souffrent d'un mauvais état et d'infrastructures de mauvaise qualité.
Cependant, le potentiel touristique du pays est fort et varié. Sites naturels et archéologiques, villages historiques ou encore musées, le pays propose une multitude de curiosités aux touristes. Ses principaux points d'intérêt étant la Riviera albanaise pour les plages, le lac d'Ohrid, le village de Berat, les sites archéologiques d'Apollonia et de Butrint et son château, le parc régional naturel de Nikaj-Mërtur ou encore le musée national historique de Tirana.

## Démographie

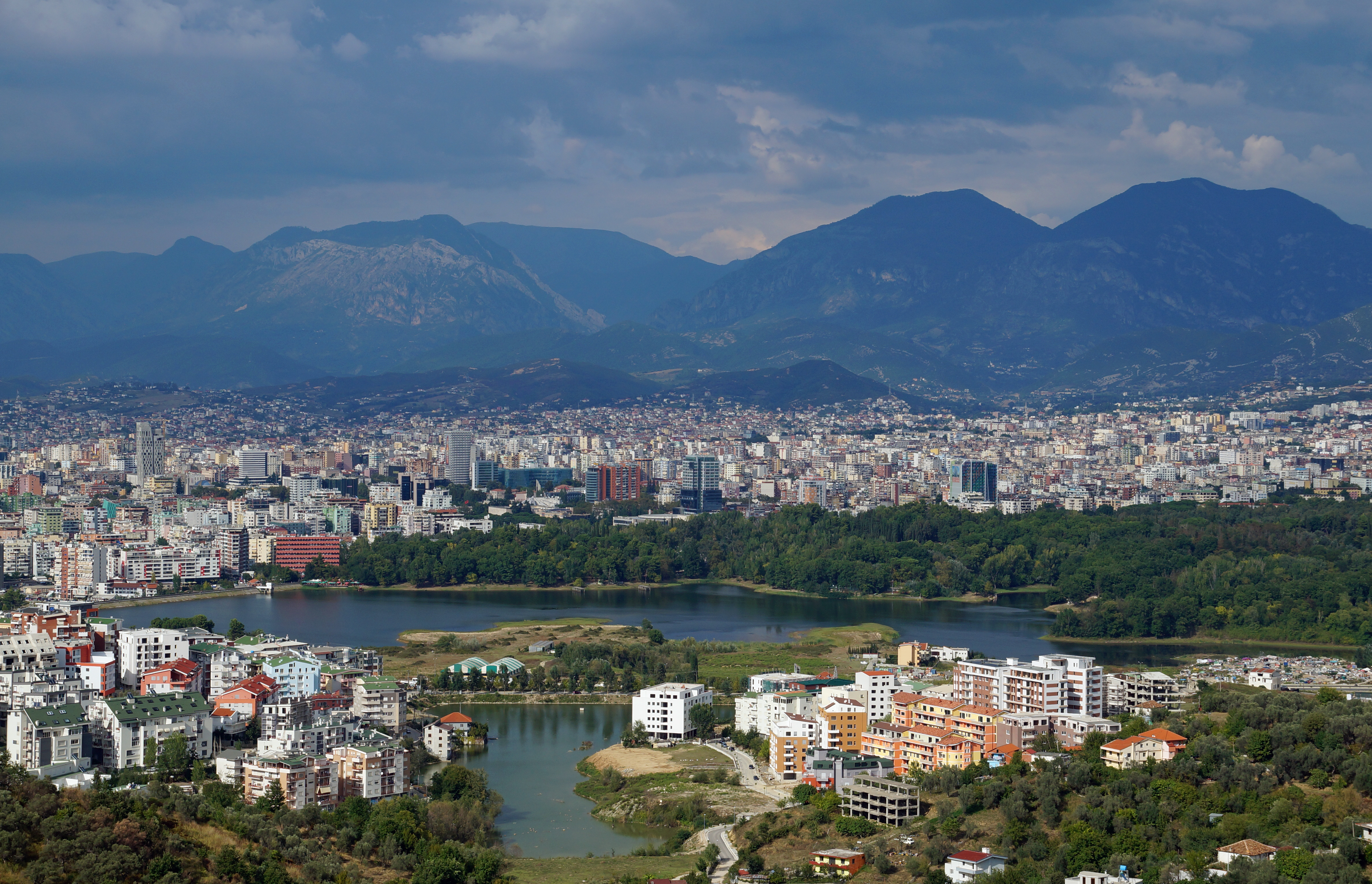
Tirana.

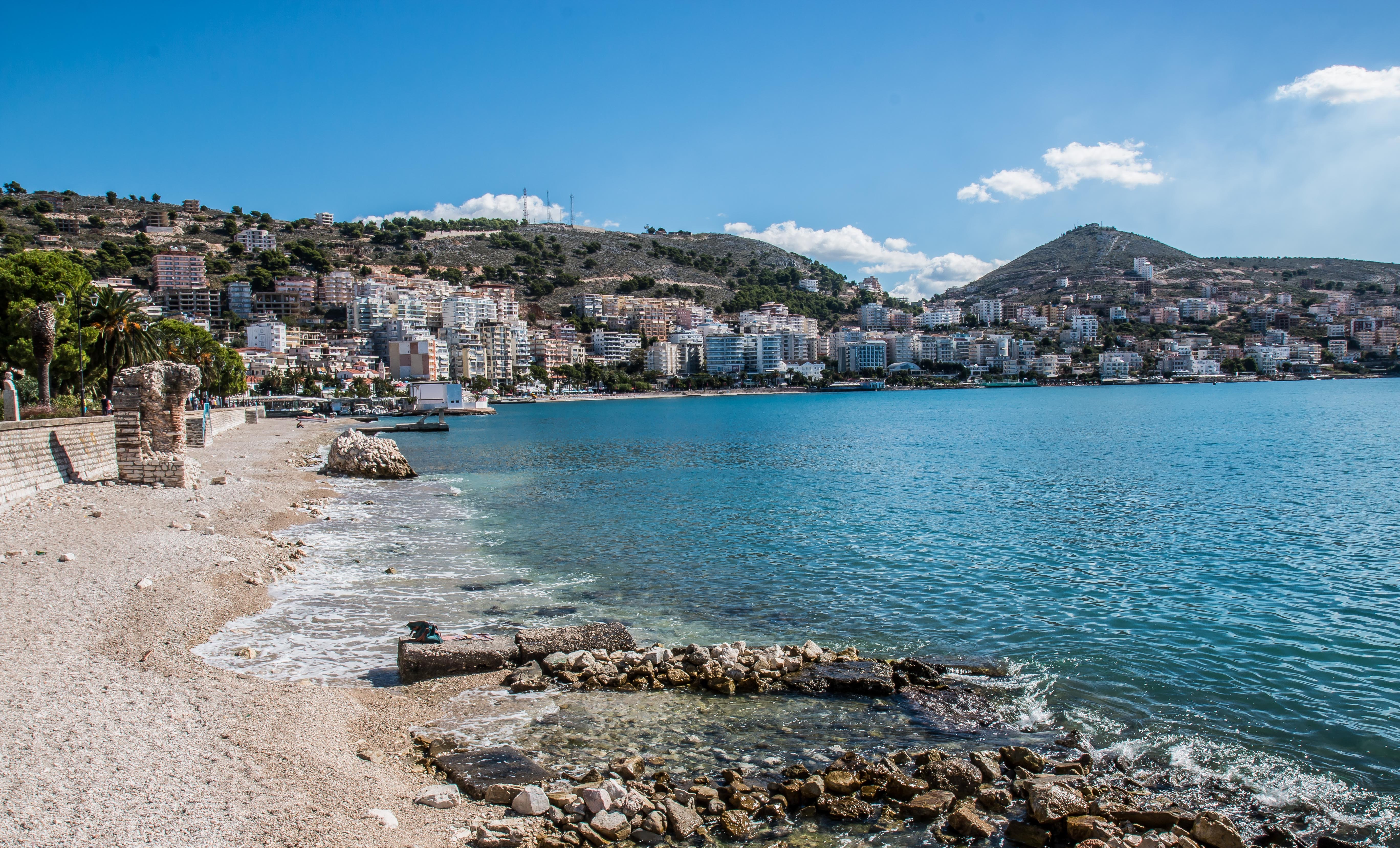
Saranda.

Le pays compte 2 402 113 habitants d'après le dernier recensement en 2023, sur un territoire montagneux à 70 %. Tirana — la capitale — et son agglomération atteignent le million d’habitants. Les autres villes importantes du pays sont Scutari, Durrës, Elbasan, Vlora, Korçë et Berat. La population rurale, qui tend à décliner, représente, en 2014, 44 % de la population totale.
L'Albanie est l'un des pays les plus homogènes ethniquement parlant. 95 % de la population est composée d'Albanais de souche, répartis en deux groupes : les Guègues (au nord) et les Tosques (au sud). Les Grecs, les Aroumains, les Tziganes, les Serbes et les Macédoniens constituent des groupes minoritaires. Les Grecs sont la minorité la plus importante, de 200 000 à 300 000 personnes au sud du pays,,,,. La longue occupation ottomane ne réussit pas à changer globalement la structure ethnique de la population, mais les luttes successives et l'émigration incessante eurent pour conséquence un ralentissement du rythme d'accroissement démographique de la population albanaise.
L’Albanie est le pays d’Europe qui connaît la plus forte émigration, avec plus d’un tiers de ses ressortissants vivant à l’étranger, soit environ 900 000 personnes en 2006, principalement dans les deux pays frontaliers : la Grèce et l’Italie. Ce phénomène est dû à un niveau de vie parmi les plus bas du continent européen. En conséquence, la population du pays a diminué de 100 000 habitants entre 1991 et 2001, malgré un solde naturel positif (le taux de fécondité dépassant largement le seuil de renouvellement naturel). Le phénomène d’émigration se poursuit même si les données officielles semblent le sous-estimer. Les départs semblent s’accélérer depuis 2014.
L'Albanie est le premier pays d'origine des demandeurs d'asile en France en 2017.

## Culture

### Langues en Albanie

#### Langue albanaise

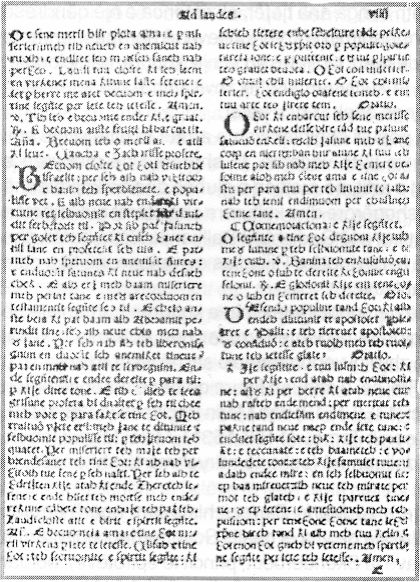
Le Missel, Mgr Gjon Buzuku.

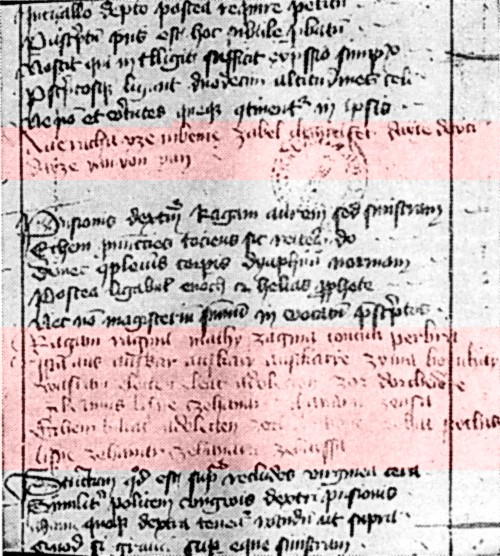
Vieil écrit albanais survivant.

L’albanais est une langue d’origine indo-européenne, rattachée au groupe thraco-illyrien. La langue albanaise est typologiquement une langue flexionnelle synthétique. Certains auteurs ont soutenu que l'albanais permettrait de déchiffrer la langue étrusque. Le premier écrit en langue albanaise trouvé jusqu'à ce jour, est la formule de baptême de Pal Engjëlli (1416-1470), archevêque de Durrës (« Je te baptise au nom du Père, du Fils, et du Saint-Esprit ») découvert à la bibliothèque de Florence par Nicolae Iorga en 1915, chercheur roumain. Le premier livre trouvé en langue albanaise est un manuel de liturgie catholique, intitulé Le Missel (Meshari) de Mgr Gjon Buzuku [Jean Bouzoukou] écrit en 1555. Avant cette découverte, d'autres témoignages de l'existence de l'albanais existaient.
- Le premier est un document trouvé dans les Archives de Dubrovnik (Raguse) du 14 juillet 1284 dans lequel il est mentionné « J'ai entendu une voix en langue albanaise venir de la montagne » (Audivi unam vocem clamantem in monte in lingua albanesca) ;
- le deuxième témoignage provient d'un auteur anonyme, qui très vraisemblablement était un prêtre dominicain, qui en 1308, lors d'un voyage dans les Balkans où il décrit l'Albanie et les Albanais, écrit parmi d'autres « Ici les Albanais ont une langue différente des Latins, Grecs et Slaves, et ainsi, ne se comprennent pas avec les autres peuples » (Habent enim Albani prefati linguam distanctam a latinis, grecis et slavis ita quod in nullo se inteligunt cum aliis nationibus) ;
- le troisième est le témoignage de Guillaume Adam qui écrit en 1332 sous la recommandation de Jean XXII, le traité Directorium ad passagium faciendum (Directives pour réaliser le passage [de la Mer]), en faisant également référence à Philippe le Bel, où sont mentionnées des données sur l'Albanie et les Albanais. Ici on trouve la fameuse phrase « et même si les Albanais ont une langue tout autre et différente des Latins, ils utilisent les lettres latines, et ceci, dans tous leurs livres ».

Dans d'autres vieux manuscrits non édités, en langue grecque, gardés à la Bibliothèque apostolique et aux Archives secrètes du Vatican, ont été découvertes d'autres sources, notamment dans le cadre des recherches de Dr Moikom Zeqo, ces manuscrits étant actuellement[C'est-à-dire ?] en cours de transcription, et de translittération.
L'enseignement de la langue albanaise fut interdit pendant les cinq siècles d'occupation ottomane. Ouvrir une école en langue albanaise en Albanie était considéré par l'Empire ottoman comme une « hérésie » qui pourrait « créer une question albanaise ». Le plus grand albanologue qui consacra sa vie à l'étude de la langue albanaise fut Norbert Jokl (en), un juif autrichien (1887-1942) qui sera porté disparu durant la Seconde Guerre mondiale, malgré les efforts incessants de père Gjergj Fishta et du clergé catholique albanais auprès des autorités italiennes, pour qu'il soit transféré en Albanie et ne soit pas rendu au Troisième Reich. Ce fut en vain. Norbert Jokl ne donnera plus de nouvelles à compter de 1942, et ses travaux universitaires nombreux sur la langue albanaise disparaîtront ensemble avec les manuscrits supplémentaires du vocabulaire albanais apportés par Gustav Meyer.

Répartition géographique des dialectes albanais.

La langue albanaise a un alphabet comportant trente-six lettres (alphabet latin) correspondant à trente-six phonèmes de la langue albanaise, et comportant des lettres doubles comme dh (the en anglais), rr, sh (ch en français), ll (l anglais dans milk), xh (dj) ou zh (j). Cet alphabet fut adopté en 1879, lors du congrès de Bitola (Kongresi i Monastirit) pour la langue albanaise, sous la direction de père Gjergj Fishta. La langue albanaise est parlée en Albanie, en Macédoine du Nord, au Monténégro, au Kosovo, ainsi que dans certaines poches isolées d’Italie (Arberèches) et de Grèce (Arvanites). Il existe deux dialectes principaux :
- le guègue (Geg), parlé au nord du fleuve Shkumbin, au Kosovo et en Macédoine ;
- le tosque (Tosk), parlé au sud de l’Albanie (au sud du fleuve Shkumbin), en Grèce et en Italie.

La langue officialisée était basée sur le dialecte guègue jusqu’à la fin de la Seconde Guerre mondiale en Albanie, et jusqu’en 1968 pour les Albanais du Kosovo, de Macédoine et de Monténégro qui l’utilisèrent comme leur langue officielle albanaise. Notons qu'aucune école en langue albanaise ne fut ouverte en Grèce pour les populations albanaises après le rattachement de la région de Ioánnina à la Grèce en 1918. Après l’avènement du communisme, le guègue fut arrêté institutionnellement de 1944 jusqu’en 1967, et de facto de 1972 jusqu’à aujourd’hui, du fait qu'il véhiculait des idées anti-communistes. La langue officielle albanaise d’aujourd’hui est basée sur le tosque (et labe), qui emprunte des mots guègues en leur donnant une syntaxe, phonologie et morphologie du parler tosque. Cette langue officielle est remise en cause actuellement[C'est-à-dire ?] par des écrivains, des journalistes et des courants littéraires, notamment au Kosovo et en Albanie du Nord, qui considèrent que le parler « standard » devrait intégrer la structure linguistique du guègue, langue des premiers écrits en langue albanaise, et ensuite langue des poètes et patriotes majoritaires albanais depuis le XVe siècle jusqu’à la fin de la première moitié du XXe siècle.

#### Autres langues
Le grec est la seconde langue nationale, mais minoritaire, parlée au sud par la minorité grecque (ou épiriotes du Nord) qui est essentiellement de confession orthodoxe.
L'anglais, l'italien et le turc sont les trois autres grandes langues parlées. Les Albanais regardent beaucoup les programmes télévisés, italiens essentiellement. L'anglais est très important au niveau du tourisme.
L'italien est si courant en Albanie qu'il est sans doute[réf. nécessaire] plus parlé que le grec, mais l'italien est surtout parlé en seconde langue, et les locuteurs de langue maternelle italienne en Albanie constituent moins de 2 000 personnes. Depuis la crise économique de 2008, un grand nombre d'Italiens s'installent en Albanie, souvent des entrepreneurs et chefs d'entreprises. Plus de quatre cents entreprises italiennes emploient plus de 120 000 Albanais[réf. nécessaire]. De plus, de nombreux retraités Albanais, rentrés au pays, et qui travaillaient en Italie, parlent parfaitement l'italien. L'Italie reste attractive pour les plus jeunes, qui souhaitent quitter l'Albanie pour le travail.
L'allemand est aussi une langue très présente, car une grande partie de la diaspora albanaise vit en Allemagne, et des retraités albanais qui ont travaillé en Allemagne vivent en Albanie, et l'Allemagne reste le premier pays de migrations des plus jeunes, pour le travail, devant l'Italie.
Le turc reste présent en Albanie, depuis son indépendance en 1912-1913, mais cette langue décline ; elle serait surtout parlée par des Albanais de plus de soixante ans et quelque 10 000 Albanais dont les origines sont turques. Pour les plus jeunes Albanais, le turc est une langue complexe et difficile, alors que l'anglais, l'allemand, et l'italien, sont plus abordables, d'autant plus qu'elles sont un atout dans une perspective de migration économique.
L'Albanie est membre de l'Organisation internationale de la francophonie, mais le français a un nombre limité de locuteurs.

### Religions

#### 100-1500
Le christianisme a été introduit au Ier siècle aux populations du territoire correspondant à l’Albanie par saint Paul (Shën Pali) qui passa en Dalmatie et à Illyricum (Albanie actuelle du Nord et centrale) et par l’apôtre André qui prêcha en Épire (Albanie actuelle du Sud). Dans son écrit Épître aux Romains, saint Paul dit « J'ai donc propagé la parole du Christ par tous les chemins de Jérusalem » à Illyricum. Saint Jérôme (ou Jérôme de Stridon), Illyrien de Dalmatie, confirmera explicitement que saint Paul a prêché la parole du Christ en Illyricum.

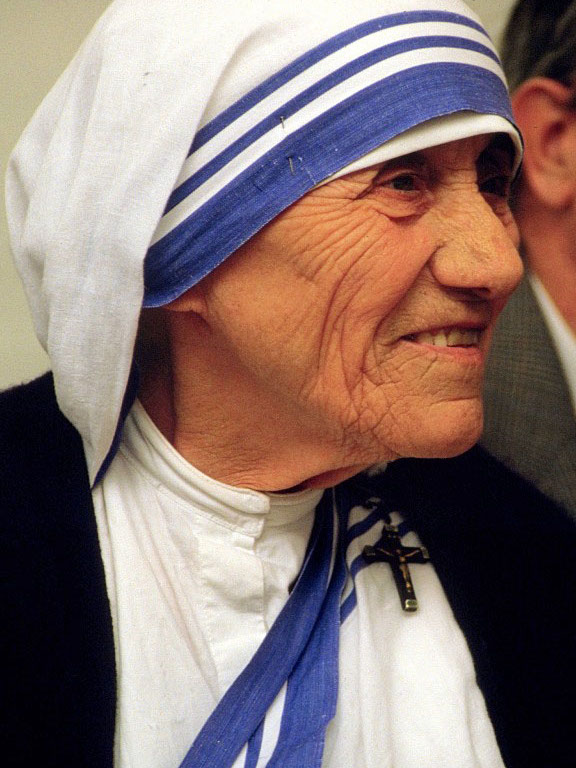
Mère Teresa.

Après la scission définitive de l’Empire romain en Occident et Orient en 395, l’Albanie fut dès lors administrée par Byzance mais restait sous la dépendance de la papauté de Rome. Toutefois, en 732, l’empereur Léon III l'Isaurien, fâché contre les archevêques illyriens pour avoir soutenu la condamnation papale lors du premier iconoclasme, répondit en détachant de Rome les évêchés grécophones d’Illyrie et de l'Ouest de la Grèce actuelle pour les rattacher au patriarcat de Constantinople. Dès 1000 l’Empire byzantin s’acquittait des missions dans cette région.
Dans la période du schisme entre Église catholique et Église byzantine, toute l'Albanie actuelle du Nord, y compris les zones de Durrës (ayant le rite catholique romain) jusqu'au nord du Kosovo actuel, au sud de la Serbie, et jusqu'au Tivar et Kotor, se remirent sous la dépendance de l’Église catholique. On pouvait y trouver également parfois quelques églises de rite byzantin.
Jusqu’au XIIIe – XIVe siècle et durant tout le XVIe siècle, l’influence vénitienne et l’arrivée des franciscains (XIIIe siècle) vinrent renforcer le rattachement du Nord albanais à l’Église catholique, tandis que le Centre et le Sud de l’Albanie actuelle avaient gardé le rite byzantin. La séparation de l’Église catholique d’Albanie de l’Église orthodoxe interviendra définitivement à l’occupation ottomane (fin XVe, début XVIe siècle) pour la zone de l’Albanie actuelle, alors que cette séparation était déjà amorcée dans la région de l’actuel Kosovo au contact du slavon d'église.

#### 1500-1965
Dans l'Empire ottoman, les pratiques du devchirmé (enlèvement des garçons pour en faire des janissaires) et du kharadj (double capitation) amènent de nombreux chrétiens à adopter l'islam. Cette conversion augmente vers le milieu du XVIIIe siècle et encore davantage au XIXe siècle. Au début du XXe siècle, le recensement ottoman compte en Albanie 47 % de chrétiens pour 53 % de musulmans. La communauté musulmane albanaise acquiert un statut institutionnel en 1923 sous le règne du roi Zog. Alors que Mustafa Kemal Atatürk préparait l'abolition du califat sunnite, les musulmans albanais réunirent trente-six délégués (dont sept députés) en congrès (Kongresi i muslimanëve në Shqipëri : çështja e kalifatit dhe reformat islamike në Oriente moderno 2, 1922-1923), annoncèrent leur séparation du califat, remplacèrent la langue arabe dans la liturgie par la langue albanaise et réservèrent aux citoyens albanais le conseil supérieur des oulémas pour l'application de la loi islamique aux musulmans d'Albanie.

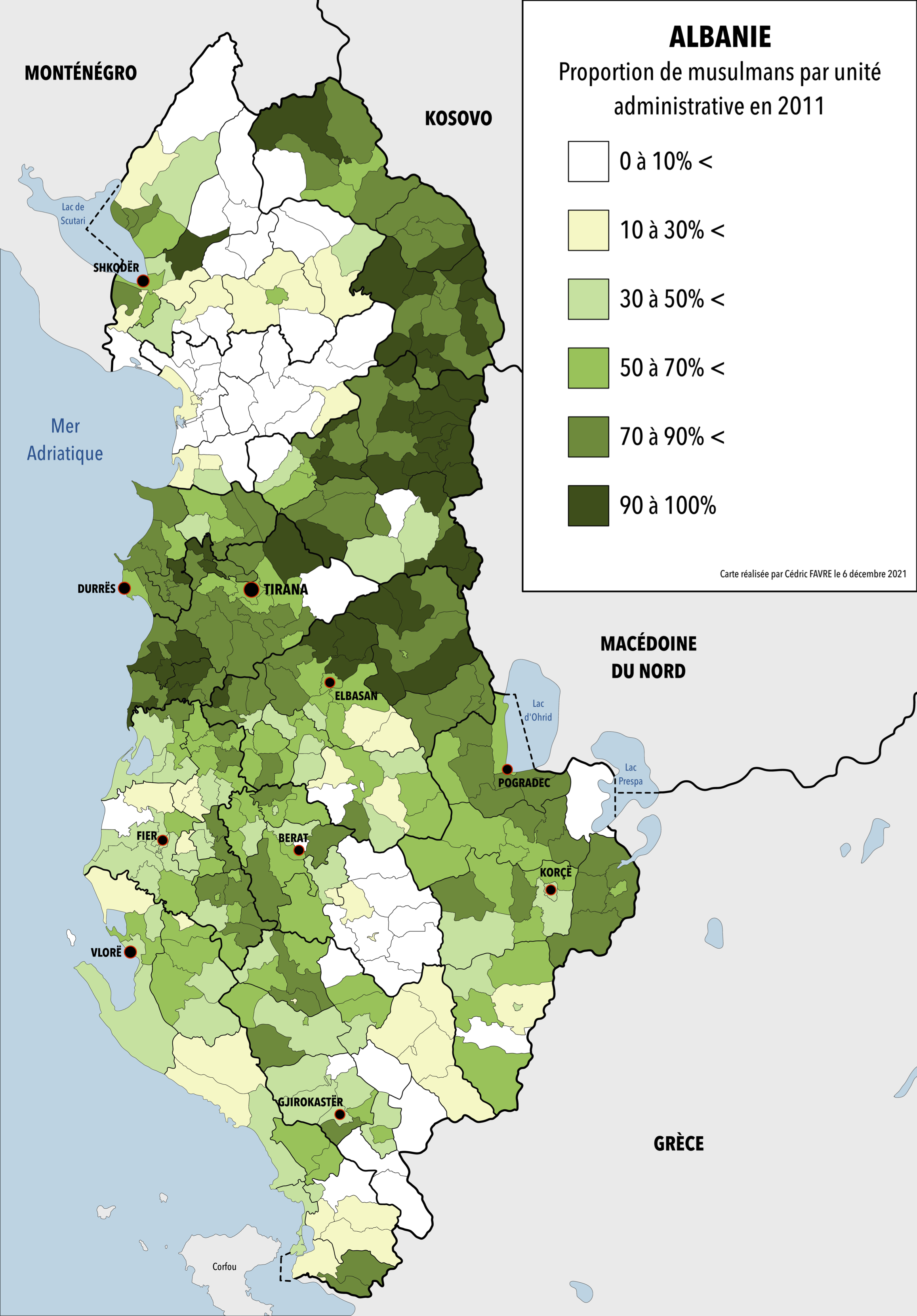
Proportion de musulmans par unité administrative en 2011.

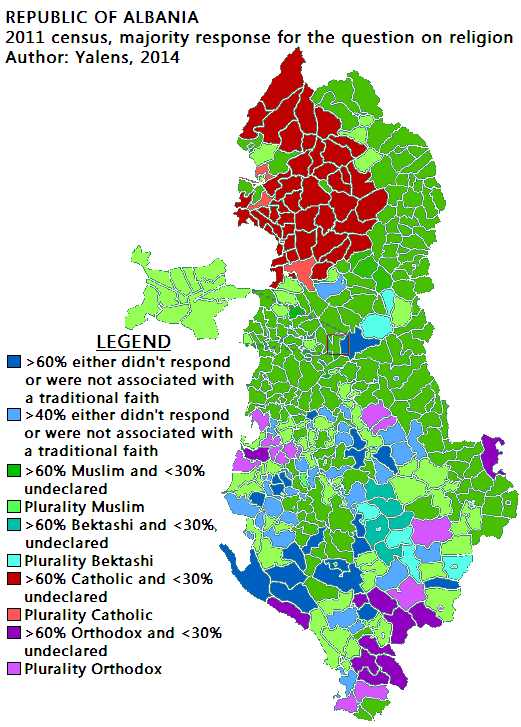
La pratique religieuse en Albanie d’après le recensement de 2011.

Du côté chi’ite, le bektâchîsme, courant musulman plus libéral encore que le hanafisme sunnite, fut constitué en conseil en 1922 : ce dernier siège à Tirana. Le bektâchîsme est aussi un ordre derviche soufi. Il n'existe pas de chiffres officiels récents sur la communauté bektâchî. Les anciennes statistiques comptent de 150 000 (Kingsley, 1994 : 85) à 200 000 ménages (Tomor, entretien, 1994) (statistiques de 1912 et 1967). Les bektâchî représentent environ 15 % de la population albanaise soit 425 000 individus :
- les bektâchî sont principalement situés dans le Sud de l'Albanie : Gjirokastër, Sarandë-Delvinës, Tepelen, Përmet, Kolonjë, Skrapar, Korçë, Devoll, Mallakastër, Vlorë, Leskoviku, Ersekë ;
- ils sont également présents dans le Centre du pays : Krujë, Tiranë, Kavajë, Durrës, Lushnjë, Elbasan, etc. ;
- dans une moindre mesure dans le Nord : Martaneshi, Dibër, Bulqizë, Scutari.

#### 1967-1990
La pratique religieuse a été interdite en Albanie en 1967 par le régime communiste. Enver Hoxha, qui l’a dirigé jusqu’en 1985, avait déclaré l’Albanie pays athée. À la veille de la chute du communisme, en novembre 1990, le retour à la foi et à sa pratique a été à nouveau autorisé.

#### 1990-2022

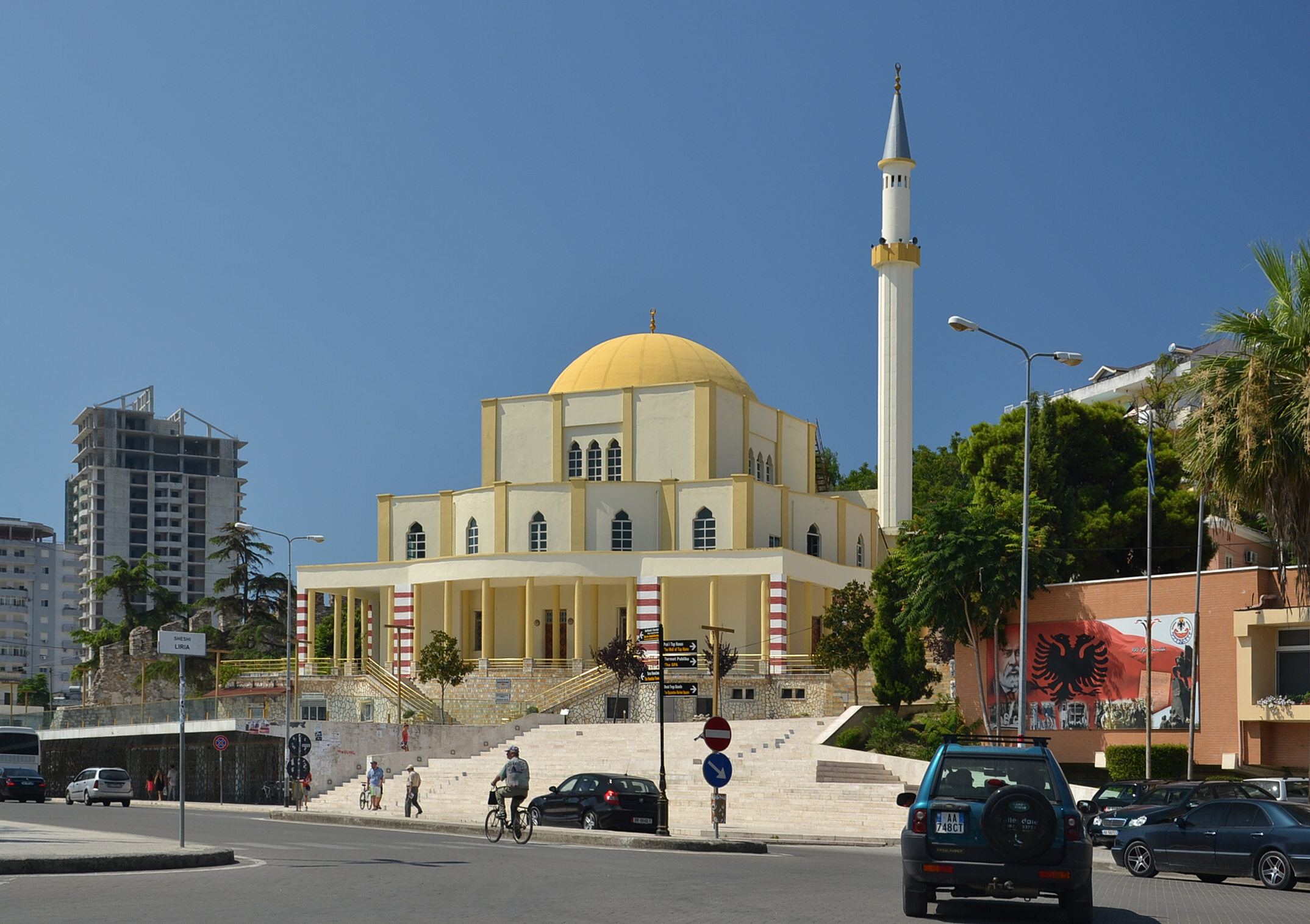
Grande mosquée de Durrës.

Dans les années 1990, l’Albanie observe la naissance de groupes religieux nouveaux : Églises évangéliques, Église de Jésus-Christ des saints des derniers jours (Mormons), Témoins de Jéhovah et mouvement musulman comme le bektachisme. Toutefois, de nos jours, la religion ne jouit pas d'un caractère prioritaire pour les Albanais et si elle est pratiquée, elle reste détachée des principes orthodoxes. Selon le World Factbook, les religions pratiquées en 2022 sont l'Islam à 57 %, le catholicisme à 10 %, l'orthodoxie à 7 %, le bektachisme (branche du souffisme) à 2,1 % ainsi que plus de 20 % concernant d'autres religions et/ou non spécifié.

### Littérature contemporaine
À l'image de son passé agité et des espérances permises par l'ouverture à l'Occident des années 1990, l'Albanie possède une littérature contemporaine très riche et d'une grande variété de styles. On peut distinguer grossièrement les auteurs qui ont écrit la majeure partie de leur œuvre pendant la période communiste de ceux dont l'œuvre se situe autour ou après la transition démocratique. Les premiers ont souvent écrit des œuvres lyriques (Lasgush Poradeci) ou métaphoriques (Ismaïl Kadaré dans Le Palais des rêves) tandis que les seconds vont souvent évoquer ouvertement la dictature et ses conséquences, sociales et psychologiques (Bashkim Shehu, Fatos Kongoli, Ornela Vorpsi, Ylljet Aliçka, Besnik Mustafaj).
- Ismaïl Kadaré, écrivain, prix international Man-Booker en 2005 ;
- Bedri Dedja (sq), écrivain, académicien, psychologue et pédagogue, il est considéré comme étant le père de la littérature pour enfants albanaise ;
- Dritëro Agolli, poète ;
- Ornela Vorpsi, est une romancière, photographe, peintre et vidéaste. Ses romans sont traduits dans seize pays. Vorpsi a reçu de nombreux prix en Italie, France et ailleurs. Elle figure parmi les trente-cinq meilleurs écrivains européens dans l'Anthologie Best European Fiction, Dalkey Archive. Son nom se présente aussi dans l'anthologie italienne Narratori degli anni zero ;
- Fatos Kongoli, a reçu de nombreux prix dans son pays. Ses romans, souvent teintés de noirceur et d'un extrême réalisme, évoquent le trouble voire la folie de personnages pendant et après le traumatisme créé par le système totalitaire. Ses œuvres sont traduites dans de nombreuses langues dont le français ;
- Cizia Zykë, écrivain et aventurier français né d'une mère grecque et d'un père albanais devenu légionnaire ; a écrit quatre romans qui expliquent comment différents trafics se sont développés en Albanie durant les années 1990 : Les Aigles et la trilogie Au nom du père. Il est par ailleurs l'auteur d'un reportage sur le code d'honneur albanais, le Kanoun ;
- Xhevahir Spahiu, poète et traducteur.

### Musique

#### Musique lyrique
- Ermonela Jaho, chanteuse lyrique (soprano) ;
- Inva Mula, chanteuse lyrique (soprano) ;
- Saimir Pirgu (en), chanteur lyrique (ténor) ;
- Tedi Papavrami, violoniste ;
- Edlira Dedja (en), pianiste ;
- Frano Lufi, chanteur lyrique (basse) ;
- Genc Tukiçi, pianiste.

#### Compositeurs
- Prenkë Jakova (en) (1917-1969) ;
- Çesk Zadeja (en) [Francesk Zadeia] (1927-1997) ;
- Tonin Harapi (en) (1926-1992) ;
- Nikolla Zoraqi (en) (1928-1991) ;
- Tish Daija (1926-2004) ;
- Feim Ibrahimi (en) (1935-1997) ;
- Kujtim Laro (sq) (1947-2004) ;
- David Tukiçi (° 1956) ;
- Limoz Dizdari (en) (° 1942).

#### Variétés
- Vaçe Zela, chanteuse ;
- Elsa Lila (en), chanteuse ;
- Gjergj Leka (sv), compositeur-interprète ;
- Frederik Ndoci (en), chanteur.

#### Pop, hip-hop
- Dhurata Dora
- Dua Lipa
- Rita Ora
- Bebe Rexha
- Elvana Gjata
- Ava Max

### Peinture et photographie
- Art photographique : Pietro Marubi (1834-1903), Rrok Kodheli (1862-1881), Kel Marubi (en) (1870-1940).
- Peintres : Onufri (XVIe siècle), Nikolla Onufri (XVIe siècle), Kolë Idromeno (1860-1939), Simon Rrota (sq) (1887-1961), Zef Kolombi (1907-1949), Andrea Kushi (en) (1884-1959), Paskal Çatin Saraçi (1902-1974), Kel Kodheli (sq) (1918-2006), Ibrahim Kodra (1918-2006), Gjelosh Gjokaj (en), Lulzim Myrto (sq), Arben Theodhosi (sq), Agim Kadillari (en), Pashk Përvathi (sq), Hajrush Fazliu, Agim Zajmi, Georges Pali, Zamir Mati.

### Cinéma
- Réalisateurs/réalisatrices : Dhimitër Anagnosti, Piro Milkani, Viktor Gjika, Piro Mani, Fatmir Koçi, Edmond Budina, Vladimir Prifti, Gjergj Xhuvani, Kujtim Çashku ;
- Scénaristes : Natasha Lako ;
- Acteurs/actrices : Alexander Moissi, John Belushi, Sandër Prosi, Naim Frashëri, Roza Anagnosti, Bekim Fehmiu, Piro Milkani, Kadri Roshi, Ndrek Luca (en), Margarita Xhepa, James Belushi, Pjetër Gjoka (en), Pavlina Mani (sq), Reshat Arbana (en), Rikard Ljarja (sq), Roland Trebicka (sq), Rajmonda Bulku (sq), Stavri Shkurti (sq), Serafin Fanko (sq), Timo Flloko (sq), Tinka Kurti, Thimi Filipi (sq), Vangjush Furxhi (sq), Viktor Bruçeti (sq), Viktor Zhusti (sq), Violeta Manushi (sq), Vitore Nino (sq), Robert Ndrenika (sq), Bep Shiroka (sq), Gjon Karma (sq), Guljelm Radoja (sq), Pandi Raidhi (sq), Nikolin Xhoja (sq), Yllka Mujo (en), Eliza Dushku, Merita Xhani.

### Cuisine
Le territoire de l'Albanie a été occupé par la Grèce, l'Italie et l'Empire ottoman et chaque groupe a laissé sa marque sur la cuisine albanaise.
Le repas principal des Albanais est le déjeuner, il est habituellement accompagné d'une salade de légumes, comme des tomates, des concombres, des poivrons verts, et des olives avec de l'huile d'olive, du vinaigre et du sel. Le déjeuner inclut également un plat principal, des légumes et de la viande. Les spécialités de fruits de mer sont également communes dans les secteurs côtiers de Durrës, Vlora et Saranda.

## L'Albanie dans les arts

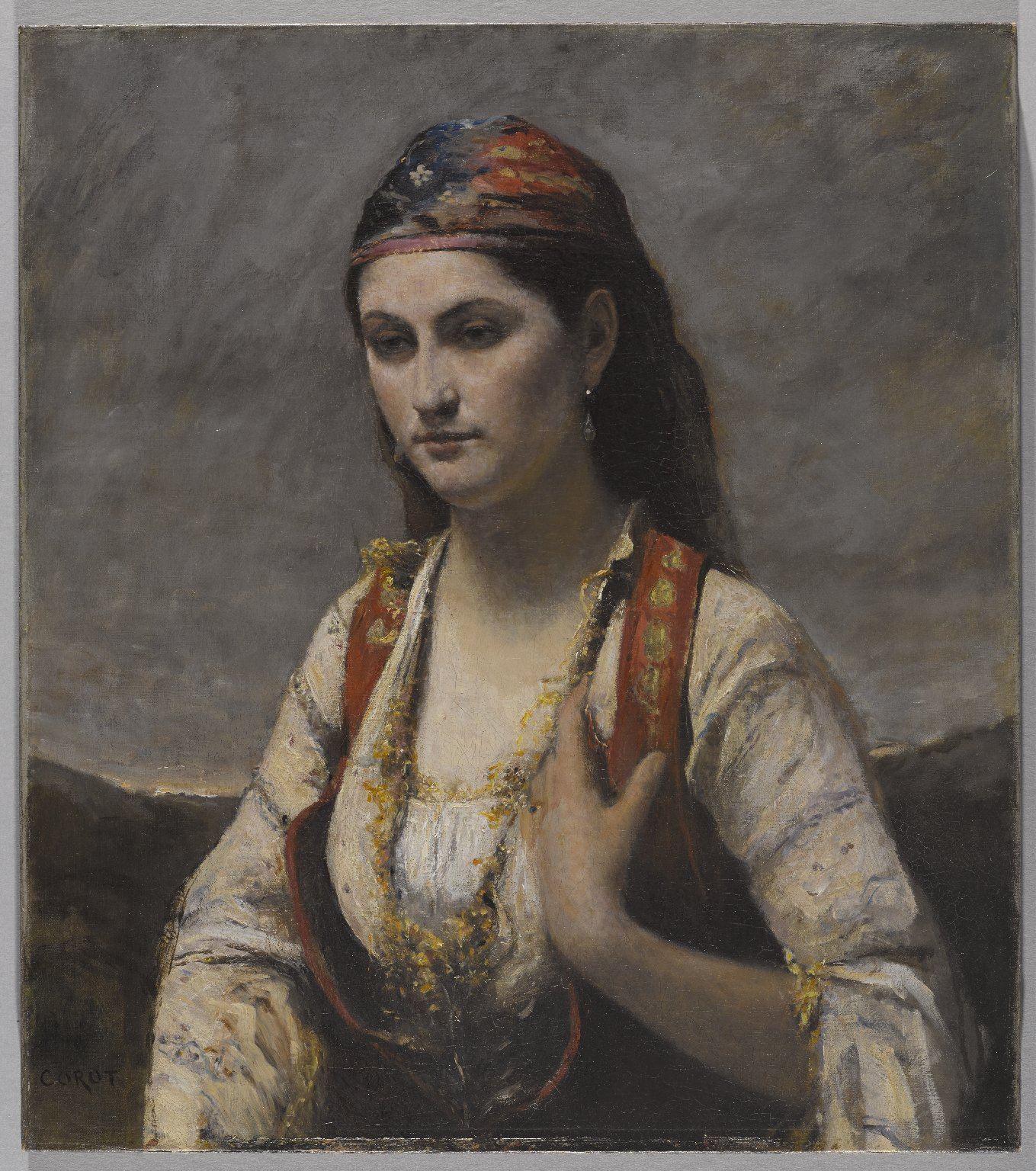
Jeune femme albanaise
Camille Corot, 1872
Brooklyn Museum, New York.

### Littérature
Lord Byron fit voyager le héros de son poème narratif Le Pèlerinage de Childe Harold (fortement inspiré de ses propres voyages) autour de la Méditerranée, notamment dans ce pays. Décrit le paysage et les habitants, qui lui rappelaient les montagnards d'Écosse. C'est par exemple le cas de la strophe numéro 38, où il évoque la « Terre d'Albanie où naquit cet Iskander ».

### Bande dessinée
Hergé, dans sa série Les Aventures de Tintin, créa la Syldavie, pays imaginaire des Balkans, mêlant des éléments de nombreux pays d'Europe. Concernant l'Albanie, il s'inspira de sa situation historique dans les années 1930. Comme l'atteste sa lettre écrite le 12 juin 1939 à son éditeur, à propos de la parution de l'épisode Le Sceptre d'Ottokar (publié entre 1938 et 1939) en album :
« Si tu as un peu suivi l'histoire, tu verras qu'elle est tout à fait basée sur l'actualité. La Syldavie, c'est l'Albanie. Il se prépare une annexion en règle. Si l'on veut profiter du bénéfice de cette actualité, c'est le moment ou jamais. »
De même, le drapeau de l'Albanie possède des similitudes avec celui de la Syldavie. Enfin, selon des spécialistes de la série, tels que Pierre Assouline, Dodo Nita et Philippe Goddin, le roi Muskar XII, qui dirige le pays dans cette histoire, serait physiquement inspiré du roi Zog Ier. Quoi qu'il en soit, il est certain que la Syldavie ne correspond pas à un seul pays, mais à un condensé d'Europe.

## Fêtes et jours fériés
| Date             | Nom français           | Nom local           | Origine    |
| ---------------- | ---------------------- | ------------------- | ---------- |
| 1er et 2 janvier | Jour de l'an           | Viti i Ri           |            |
| 7 mars           | Jour du professeur     | Dita e Mësuesit     |            |
| 8 mars           | Fête des Mères         | Dita e Nënës        |            |
| 14 mars          | Fête du printemps      | Dita e pranveres    |            |
| date variable    | Pâques catholiques     | Pashkët Katolike    | catholique |
| date variable    | Pâques orthodoxes      | Pashkët Ortodokse   | orthodoxe  |
| date variable    | Aïd el-Fitr            | Bajrami i Vogël     | musulmane  |
| date variable    | Aïd El-Kebir           | Bajrami i Madh      | musulmane  |
| 1er mai          | Fête du Travail        | Festa e punes       |            |
| 19 octobre       | Jour de Mère Teresa    | Dita e Nënë Terezës |            |
| 28 novembre      | Jour de l'Indépendance | Dita e Pavarësisë   |            |
| 29 novembre      | Libération (en)        | Dita e Çlirimit     |            |
| 25 décembre      | Noël                   | Krishtlindjet       | chrétienne |